# Niemcy na Letnich Igrzyskach Olimpijskich 2012
Niemcy na Letnich Igrzyskach Olimpijskich 2012 reprezentowało 383 zawodników: 212 mężczyzn i 171 kobiet. Był to 15 start reprezentacji Niemiec na letnich igrzyskach olimpijskich.

## Zdobyte medale
| Medal  | Zawodnik | Dyscyplina          | Konkurencja                         | Rezultat |
| ------ | --- | ------------------- | ----------------------------------- | --- |
| Złoto  | Maximilian Müller, Martin Häner, Oskar Deecke, Christopher Wesley, Moritz Fürste, Tobias Hauke, Jan Philipp Rabente, Benjamin Weß, Timo Weß, Oliver Korn, Christopher Zeller, Max Weinhold, Matthias Witthaus, Florian Fuchs, Philipp Zeller, Thilo Stralkowski | Hokej na trawie     | turniej mężczyzn                    | w finale pokonali zespół Holandii 2:1                                                                                            |
| Złoto  | Michael Jung | Jeździectwo         | WKKW indywidualnie                  | 40,60 pkt |
| Złoto  | Peter Thomsen, Dirk Schrade, Ingrid Klimke, Sandra Auffarth, Michael Jung | Jeździectwo         | WKKW drużynowo                      | 133,70 pkt |
| Złoto  | Sebastian Brendel | Kajakarstwo         | C-1 1000 m mężczyzn                 | 3:47,176 min |
| Złoto  | Tina Dietze, Franziska Weber | Kajakarstwo         | K-2 500 m kobiet                    | 1:42,213 min |
| Złoto  | Peter Kretschmer, Kurt Kuschela | Kajakarstwo         | C-2 1000 m mężczyzn                 | 3:33,804 min |
| Złoto  | Kristina Vogel, Miriam Welte | Kolarstwo torowe    | sprint drużynowy kobiet             | 32,798 s |
| Złoto  | Robert Harting | Lekkoatletyka       | rzut dyskiem mężczyzn               | 68,27 m |
| Złoto  | Julius Brink, Jonas Reckermann | Siatkówka plażowa   | turniej mężczyzn                    | w finale pokonali Brazylijczyków Alison, Emmanuel 2:1 (23:21, 16:21, 16:14)                                                      |
| Złoto  | Karl Schulze, Philipp Wende, Lauritz Schoof, Tim Grohmann | Wioślarstwo         | czwórka podwójna mężczyzn           | 5:42,48 min |
| Złoto  | Filip Adamski, Andreas Kuffner, Eric Johannesen, Maximilian Reinelt, Richard Schmidt, Lukas Müller, Florian Mennigen, Kristof Wilke, Martin Sauer | Wioślarstwo         | ósemka mężczyzn                     | 5:48,75 min |
| Srebro | Marcel Nguyen | Gimnastyka          | wielobój indywidualnie mężczyźni    | 91,031 pkt |
| Srebro | Marcel Nguyen | Gimnastyka          | ćwiczenia na poręczach mężczyźni    | 15,800 pkt |
| Srebro | Fabian Hambüchen | Gimnastyka          | ćwiczenia na drążku mężczyzn        | 16,400 pkt |
| Srebro | Dorothee Schneider, Kristina Sprehe, Helen Langehanenberg | Jeździectwo         | Ujeżdżenie drużynowo                | 78,216 pkt |
| Srebro | Ole Bischof | Judo                | waga do 81 kg mężczyzn              | w finale przegrał z Koreańczykiem Kim Jae-bum                                                                                    |
| Srebro | Kerstin Thiele | Judo                | waga do 70 kg kobiet                | w finałowej walce przegrała z Francuzką Lucie Décosse                                                                            |
| Srebro | Carolin Leonhardt, Franziska Weber, Katrin Wagner-Augustin, Tina Dietze | Kajakarstwo         | K-4 500 m kobiet                    | 1:31,298 min |
| Srebro | Sideris Tasiadis | Kajakarstwo górskie | C-1 mężczyzn                        | 98,09 pkt |
| Srebro | Judith Arndt | Kolarstwo szosowe   | jazda indywidualna na czas kobiet   | 37:50,29 min |
| Srebro | Tony Martin | Kolarstwo szosowe   | jazda indywidualna na czas mężczyzn | 51:21,54 min |
| Srebro | Maximilian Levy | Kolarstwo torowe    | Keirin mężczyzn                     | |
| Srebro | Sabine Spitz | Kolarstwo górskie   | cross-country kobiet                | 1:31:54 h |
| Srebro | Björn Otto | Lekkoatletyka       | skok o tyczce mężczyzn              | 5,91 m |
| Srebro | David Storl | Lekkoatletyka       | pchnięcie kulą mężczyzn             | 21,86 m |
| Srebro | Christina Obergföll | Lekkoatletyka       | rzut oszczepem kobiet               | 65,16 m |
| Srebro | Lilli Schwarzkopf | Lekkoatletyka       | siedmiobój kobiet                   | 6649 pkt |
| Srebro | Thomas Lurz | Pływanie            | 10 km na otwartym akwenie mężczyzn  | 1:49:58,5 h |
| Srebro | Britta Heidemann | Szermierka          | szpada indywidualnie kobiet         | w finale przegrała z Ukrainką Janą Szemiakiną 8:9                                                                                |
| Srebro | Annekatrin Thiele, Carina Bär, Julia Richter, Britta Oppelt | Wioślarstwo         | czwórka podwójna kobiet             | 6:38,09 min |
| Brąz   | Sandra Auffarth | Jeździectwo         | WKKW indywidualnie                  | 44,80 pkt |
| Brąz   | Dimitri Peters | Judo                | waga do 100 kg mężczyzn             | w walce o brązowy medal pokonał Uzbeka Ramziddina Sayidova                                                                       |
| Brąz   | Andreas Tölzer | Judo                | waga powyżej 100 kg mężczyzn        | w walce o brązowy medal pokonał Białorusina Ihara Makarau                                                                        |
| Brąz   | Hannes Aigner | Kajaksrtwo górskie  | K-1 mężczyzn                        | 94,92 pkt |
| Brąz   | Martin Hollstein, Andreas Ihle | Kajakarstwo         | K-2 1000 m mężczyzn                 | 3:10,117 min |
| Brąz   | Max Hoff | Kajakarstwo         | K-1 1000 m mężczyzn                 | 3:27,759 min |
| Brąz   | René Enders, Maximilian Levy, Robert Förstemann | Kolarstwo torowe    | sprint drużynowy mężczyzn           | 43,209 s |
| Brąz   | Raphael Holzdeppe | Lekkoatletyka       | skok o tyczce mężczyzn              | 5,91 m |
| Brąz   | Betty Heidler | Lekkoatletyka       | rzut młotem kobiet                  | 77,13 m |
| Brąz   | Linda Stahl | Lekkoatletyka       | rzut oszczepem kobiet               | 64,91 m |
| Brąz   | Sebastian Bachmann, Peter Joppich, Benjamin Kleibrink, André Weßels | Szermierka          | floret mężczyzn drużynowo           | w pojedynku o brązowy medal pokonali zespół USA 45:27                                                                            |
| Brąz   | Helena Fromm | Taekwondo           | waga do 67 kg kobiet                | w pojedynku o brązowy medal pokonała Australijkę Carmen Marton 8:2                                                               |
| Brąz   | Dimitrij Ovtcharov | Tenis stołowy       | gra pojedyncza mężczyzn             | w pojedynku o brązowy medal pokonał reprezentanta Chińskiego Tajpej Chuang Chih-yuan 4:3 (12:10, 9:11, 8:11, 13:11, 11:5, 14:12) |
| Brąz   | Timo Boll, Dimitrij Ovtcharov, Bastian Steger | Tenis stołowy       | turniej drużynowy mężczyzn          | w meczu o brązowy medal pokonali zespół Hongkongu 3:1                                                                            |

## Skład kadry

### Badminton
Mężczyźni
| Zawodnik                            | Konkurencja    | Faza grupowa               | Faza grupowa           | Faza grupowa                    | Faza grupowa | Eliminacje        | Ćwierćfinał       | Półfinał          | Finał             | Finał   |
| Zawodnik                            | Konkurencja    | Przeciwnik Punkty          | Przeciwnik Punkty      | Przeciwnik Punkty               | Miejsce      | Przeciwnik Punkty | Przeciwnik Punkty | Przeciwnik Punkty | Przeciwnik Punkty | Miejsce |
| ----------------------------------- | -------------- | -------------------------- | ---------------------- | ------------------------------- | ------------ | ----------------- | ----------------- | ----------------- | ----------------- | ------- |
| Marc Zwiebler                       | gra pojedyncza | Mohamed Afjan Rasheed 2:0  | Dmytro Zawadski 2:1    |                                 | 1.           | Chen Jin 1:2      | → Nie awansował   | → Nie awansował   | → Nie awansował   | 9.      |
| Ingo Kindervater Johannes Schöttler | gra podwójna   | Ross Smith Glenn Warfe 2:0 | Cai Yun Fu Haifeng 0:2 | Fang Chieh-min Lee Sheng-mu 0:2 | 3.           |                   | → Nie awansowali  | → Nie awansowali  | → Nie awansowali  | 9.      |

Kobiety
| Zawodniczka    | Konkurencja    | Faza grupowa          | Faza grupowa         | Faza grupowa         | Faza grupowa | Eliminacje            | Ćwierćfinał          | Półfinał             | Finał                | Finał   |
| Zawodniczka    | Konkurencja    | Przeciwniczka Punkty  | Przeciwniczka Punkty | Przeciwniczka Punkty | Miejsce      | Przeciwniczka Punkty  | Przeciwniczka Punkty | Przeciwniczka Punkty | Przeciwniczka Punkty | Miejsce |
| -------------- | -------------- | --------------------- | -------------------- | -------------------- | ------------ | --------------------- | -------------------- | -------------------- | -------------------- | ------- |
| Juliane Schenk | gra pojedyncza | Kristína Gavnholt 2:0 | Łarysa Hryha 2:0     |                      | 1.           | Ratchanok Intanon 0:2 | → Nie awansowała     | → Nie awansowała     | → Nie awansowała     | 9.      |

| Zawodnicy                     | Konkurencja  | Faza grupowa              | Faza grupowa                    | Faza grupowa                                | Faza grupowa | Ćwierćfinał                      | Półfinał           | Finał              | Finał   |
| Zawodnicy                     | Konkurencja  | Przeciwnicy Punkty        | Przeciwnicy Punkty              | Przeciwnicy Punkty                          | Miejsce      | Przeciwnicy Punkty               | Przeciwnicy Punkty | Przeciwnicy Punkty | Miejsce |
| ----------------------------- | ------------ | ------------------------- | ------------------------------- | ------------------------------------------- | ------------ | -------------------------------- | ------------------ | ------------------ | ------- |
| Michaels Fuchs Birgit Michels | gra mieszana | Zhang Nan Zhao Yunlei 0:2 | Chris Adcock Imogen Bankier 2:1 | Aleksandr Nikołajenko Walerija Sorokina 2:1 | 2.           | Ahmad Tontowi Lilyana Natsir 0:2 | → Nie awansowali   | → Nie awansowali   | 5.      |

### Boks
Mężczyźni
| Zawodnik         | Konkurencja | 1/16                   | 1/8                       | Ćwierćfinał         | Półfinał         | Finał            | Finał   |
| Zawodnik         | Konkurencja | Przeciwnik Wynik       | Przeciwnik Wynik          | Przeciwnik Wynik    | Przeciwnik Wynik | Przeciwnik Wynik | Miejsce |
| ---------------- | ----------- | ---------------------- | ------------------------- | ------------------- | ---------------- | ---------------- | ------- |
| Patrick Wojcicki | 69 kg       | Alexis Vastine 12-16   | → Nie awansował           | → Nie awansował     | → Nie awansował  | → Nie awansował  | 17.     |
| Stefan Hartel    | 75 kg       | Enrique Collazo 18-10  | Darren O’Neill 19-12      | Anthony Ogogo 10-15 | → Nie awansował  | → Nie awansował  | 5.      |
| Enrico Kölling   | 81 kg       | Christian Donfack 15-6 | Abdelhafid Benchabla 6-12 | → Nie awansował     | → Nie awansował  | → Nie awansował  | 9.      |
| Erik Pfeifer     | ponad 91 kg |                        | Iwan Dyczko 4-14          | → Nie awansował     | → Nie awansował  | → Nie awansował  | 9.      |

### Gimnastyka
Mężczyźni
| Zawodnik          | Konkurencje            | Konkurencje            | Konkurencje     | Konkurencje     | Konkurencje                 | Konkurencje                 | Konkurencje          | Konkurencje          | Konkurencje            | Konkurencje            | Konkurencje         | Konkurencje         | Konkurencje | Konkurencje | Konkurencje        | Konkurencje        |
| Zawodnik          | Wielobój indywidualnie | Wielobój indywidualnie | Ćwiczenia wolne | Ćwiczenia wolne | Ćwiczenia na koniu z łękami | Ćwiczenia na koniu z łękami | Ćwiczenia na kółkach | Ćwiczenia na kółkach | Ćwiczenia na poręczach | Ćwiczenia na poręczach | Ćwiczenia na drążku | Ćwiczenia na drążku | Skoki       | Skoki       | Wielobój drużynowy | Wielobój drużynowy |
| Zawodnik          | Wynik                  | Pozycja                | Wynik           | Pozycja         | Wynik                       | Pozycja                     | Wynik                | Pozycja              | Wynik                  | Pozycja                | Wynik               | Pozycja             | Wynik       | Pozycja     | Wynik              | Pozycja            |
| ----------------- | ---------------------- | ---------------------- | --------------- | --------------- | --------------------------- | --------------------------- | -------------------- | -------------------- | ---------------------- | ---------------------- | ------------------- | ------------------- | ----------- | ----------- | ------------------ | ------------------ |
| Fabian Hambüchen  | 87,765                 | 15.                    | 15,133          | 17.             | 14,100                      | 28.                         | 14,766               | 28.                  | 15,300                 | 15.                    | 16,400              | srebro              | 15,833      | 25.         | 268,019            | 7.                 |
| Marcel Nguyen     | 91,031                 | srebro                 | 14,966          | 8.              | 13,900                      | 33.                         | 15,100               | 13.                  | 15,800                 | .                      | 15,000              | 15.                 | 14,875      | 61.         | 268,019            | 7.                 |
| Philipp Boy       | 87,698                 | 17.                    | 14,766          | 26.             | 14,333                      | 21.                         | 14,166               | 47.                  | 14,933                 | 23.                    | 13,800              | 47.                 | 15,700      | 30.         | 268,019            | 7.                 |
| Sebastian Krimmer |                        |                        |                 |                 | 14,833                      | 11.                         |                      |                      | 14,633                 | 36.                    | 14,600              | 26.                 |             |             | 268,019            | 7.                 |
| Andreas Toba      |                        |                        | 13,133          | 65.             | 14,900                      | 21.                         |                      |                      |                        |                        |                     |                     |             |             | 268,019            | 7.                 |

Kobiety
| Zawodniczka        | Wynik                  | Wynik                  | Wynik           | Wynik           | Wynik                  | Wynik                  | Wynik                   | Wynik                   | Wynik  | Wynik   | Wynik              | Wynik              |
| Zawodniczka        | Wielobój indywidualnie | Wielobój indywidualnie | Ćwiczenia wolne | Ćwiczenia wolne | Ćwiczenia na poręczach | Ćwiczenia na poręczach | Ćwiczenia na równoważni | Ćwiczenia na równoważni | Skoki  | Skoki   | Wielobój drużynowy | Wielobój drużynowy |
| Zawodniczka        | Wynik                  | Pozycja                | Wynik           | Pozycja         | Wynik                  | Pozycja                | Wynik                   | Pozycja                 | Wynik  | Pozycja | Wynik              | Pozycja            |
| ------------------ | ---------------------- | ---------------------- | --------------- | --------------- | ---------------------- | ---------------------- | ----------------------- | ----------------------- | ------ | ------- | ------------------ | ------------------ |
| Elisabeth Seitz    | 57,365                 | 10.                    | 13,800          | 31.             | 15,266                 | 6.                     | 12,700                  | 54.                     |        |         | 167,331            | 9.                 |
| Nadine Jarosch     | 52,965                 | 35.                    | 13,300          | 48.             | 13,866                 | 32.                    | 12,933                  | 50.                     |        |         | 167,331            | 9.                 |
| Oksana Chusovitina |                        |                        |                 |                 |                        |                        | 13,700                  | 31.                     | 14,783 | 5.      | 167,331            | 9.                 |
| Kim Bui            |                        |                        | 13,600          | 37.             | 14,300                 | 19.                    | 12,433                  | 56.                     |        |         | 167,331            | 9.                 |
| Janine Berger      |                        |                        | 13,300          | 47.             | 12,866                 | 57.                    |                         |                         | 15,016 | 4.      | 167,331            | 9.                 |

#### Gimnastyka artystyczna
| Zawodnik                                                                             | Konkurencja   | Eliminacje | Eliminacje | Finał            | Finał            |
| Zawodnik                                                                             | Konkurencja   | Wynik      | Pozycja    | Wynik            | Pozycja          |
| ------------------------------------------------------------------------------------ | ------------- | ---------- | ---------- | ---------------- | ---------------- |
| Jana Berezko-Marggrander                                                             | indywidualnie | 105,100    | 17.        | → Nie awansowała | → Nie awansowała |
| Mira Bimperling Judith Hauser Nicole Müller Camilla Pfeffer Cathrin Puhl Sara Radman | drużyny       | 49,650     | 10.        | → Nie awansowały | → Nie awansowały |

#### Skoki na trampolinie
| Zawodnik       | Konkurencja | Eliminacje                     | Eliminacje                 | Eliminacje        | Eliminacje         | Eliminacje | Finał            | Finał             | Finał           | Finał           | Finał           | Finał   |
| Zawodnik       | Konkurencja | Eliminacje – Układ obowiązkowy | Eliminacje – Układ dowolny | Eliminacje – Kara | Eliminacje – Razem | Pozycja    | Finał – Trudność | Finał – Wykonanie | Finał – Lot     | Finał – Kara    | Finał – Łącznie | Pozycja |
| Zawodnik       | Konkurencja | Punkty                         | Punkty                     | Punkty            | Punkty             | Pozycja    | Punkty           | Punkty            | Punkty          | Punkty          | Punkty          | Pozycja |
| -------------- | ----------- | ------------------------------ | -------------------------- | ----------------- | ------------------ | ---------- | ---------------- | ----------------- | --------------- | --------------- | --------------- | ------- |
| Henrik Stehlik | mężczyźni   | 48,435                         | 57,630                     |                   | 106,065            | 9.         | → Nie awansował  | → Nie awansował   | → Nie awansował | → Nie awansował | → Nie awansował | 9.      |
| Anna Dogonadze | kobiety     | 46,540                         | 53,830                     |                   | 100,370            | 10.        | → Nie awansował  | → Nie awansował   | → Nie awansował | → Nie awansował | → Nie awansował | 10.     |

### Hokej na trawie

#### Turniej kobiet
- Reprezentacja kobiet

Reprezentacja Niemiec brała udział w rozgrywkach grupy B turnieju olimpijskiego zajmując w niej czwarte miejsce. W meczu o siódme miejsce pokonała reprezentacją Korei Południowej zajmując ostatecznie w turnieju 7. miejsce.
| - Anke Brockmann - Yvonne Frank - Mandy Haase - Lisa Hahn - Nina Hasselmann - Kristina Hillmann - Natascha Keller - Marie Mävers |  | - Julia Müller - Janne Müller-Wieland - Katharina Otte - Jennifer Plass - Fanny Rinne - Christina Schütze - Maike Stöckel - Céline Wilde |

Grupa B
| Drużyna           | M | W | R | P | G+ | G- | G= | Pkt |
| ----------------- | - | - | - | - | -- | -- | -- | --- |
| Argentyna         | 5 | 3 | 1 | 1 | 12 | 4  | 8  | 10  |
| Nowa Zelandia     | 5 | 3 | 1 | 1 | 9  | 5  | 4  | 10  |
| Australia         | 5 | 3 | 1 | 1 | 5  | 2  | 3  | 10  |
| Niemcy            | 5 | 2 | 1 | 2 | 6  | 7  | -1 | 7   |
| Południowa Afryka | 5 | 1 | 0 | 4 | 9  | 14 | -5 | 3   |
| Stany Zjednoczone | 5 | 1 | 0 | 4 | 4  | 13 | -9 | 3   |

##### Wyniki
29 lipca 2012
| Niemcy | 2:1 | Stany Zjednoczone |

31 lipca 2012
| Niemcy | 1:3 | Australia |

2 sierpnia 2012
| Południowa Afryka | 0:2 | Niemcy |

4 sierpnia 2012
| Niemcy | 1:3 | Argentyna |

6 sierpnia 2012
| Nowa Zelandia | 0:0 | Niemcy |

##### Mecz o 7 miejsce
| 8 sierpnia 201211:30 WET | Korea Południowa        | 1:4 | Niemcy                                                    |  |
| 8 sierpnia 201211:30 WET | Cheon Seul-ki 7' (kar.) | 1:4 | 5', 15' Lisa Hahn 54' (kar.) Fanny Rinne 69' Marie Mavers |  |
| 8 sierpnia 201211:30 WET | Cheon Seul-Ki 47'       | 1:4 | 55' Celine Wilde                                          |  |

#### Turniej mężczyzn
- Reprezentacja mężczyzn

Reprezentacja Niemiec brała udział w rozgrywkach grupy B turnieju olimpijskiego zajmując w niej drugie miejsce i awansując do półfinału, w którym pokonała reprezentacją Australii i awansując do finału. W finale pokonała reprezentację Holandii 2:1 zdobywając złoty medal olimpijski.
| - Maximilian Müller - Martin Häner - Oskar Deecke - Christopher Wesley - Moritz Fürste - Tobias Hauke - Jan Philipp Rabente - Benjamin Weß |  | - Timo Weß - Oliver Korn - Christopher Zeller - Max Weinhold - Matthias Witthaus - Florian Fuchs - Philipp Zeller - Thilo Stralkowski |

Grupa A
| Drużyna          | M | W | R | P | G+ | G- | G=  | Pkt |
| ---------------- | - | - | - | - | -- | -- | --- | --- |
| Holandia         | 5 | 5 | 0 | 0 | 18 | 7  | 11  | 15  |
| Niemcy           | 5 | 3 | 1 | 1 | 14 | 11 | 3   | 10  |
| Belgia           | 5 | 2 | 1 | 2 | 8  | 7  | 1   | 7   |
| Korea Południowa | 5 | 2 | 0 | 3 | 9  | 8  | 1   | 6   |
| Nowa Zelandia    | 5 | 1 | 2 | 2 | 10 | 14 | -4  | 5   |
| Indie            | 5 | 0 | 0 | 5 | 6  | 18 | -12 | 0   |

##### Wyniki
30 lipca 2012
| Niemcy | 2:1 | Belgia |

1 sierpnia 2012
| Korea Południowa | 0:1 | Niemcy |

3 sierpnia 2012
| Niemcy | 5:2 | Indie |

5 sierpnia 2012
| Holandia | 3:1 | Niemcy |

7 sierpnia 2012
| Niemcy | 5:5 | Nowa Zelandia |

##### Półfinał
| 9 sierpnia 201215:30 WET | Australia                                      | 2:4 | Niemcy                                                                        |  |
| 9 sierpnia 201215:30 WET | Kieran Govers 21' Glenn Turner 41'             | 2:4 | 26' Moritz Fürste 53' Matthias Witthaus 58' (kar.) Timo Weß 62' Florian Fuchs |  |
| 9 sierpnia 201215:30 WET | 27' Maximilian Müller · 51' Christopher Zeller | 2:4 |                                                                               |  |

##### Finał
| 11 sierpnia 201220:00 WET | Niemcy                                         | 2:1 | Holandia                        |  |
| 11 sierpnia 201220:00 WET | Jan Philipp Rabente 32', 65'                   | 2:1 | 53' (kar.) Mink van der Weerden |  |
| 11 sierpnia 201220:00 WET | Thilo Stralkowski 29' · Christopher Wesley 56' | 2:1 |                                 |  |

### Jeździectwo
Ujeżdżenie
| Zawodnik                                                | Konkurencja              | Grand Prix | Grand Prix | Grand Prix Special | Grand Prix Special | Finał           | Finał           |
| Zawodnik                                                | Konkurencja              | Wynik      | Poz.       | Wynik              | Poz.               | Wynik           | Poz.            |
| ------------------------------------------------------- | ------------------------ | ---------- | ---------- | ------------------ | ------------------ | --------------- | --------------- |
| Helen Langehanenberg                                    | Ujeżdżenie indywidualnie | 81,140     | 3.         | 78,937             | 4.                 | 84,303          | 4.              |
| Dorothee Schneider                                      | Ujeżdżenie indywidualnie | 76,277     | 8.         | 77,571             | 6.                 | 81,661          | 7.              |
| Kristina Sprehe                                         | Ujeżdżenie indywidualnie | 79,119     | 4.         | 76,254             | 7.                 | 81,375          | 8.              |
| Anabel Balkenhol                                        | Ujeżdżenie indywidualnie | 70,912     | 24.        | 73,032             | 19.                | → Nie awansował | → Nie awansował |
| Dorothee Schneider Kristina Sprehe Helen Langehanenberg | Ujeżdżenie drużynowo     | 78,845     | 2.         |                    |                    | 78,216          | srebro          |

Skoki przez przeszkody
| Zawodnik                                                                          | Konkurencja         | Runda 1 | Runda 1 | Runda 2         | Runda 2         | Runda 2         | Runda 3         | Runda 3         | Runda 3         | Finał            | Finał            | Finał            | Finał            | Finał            | Finał            |
| Zawodnik                                                                          | Konkurencja         | Runda 1 | Runda 1 | Runda 2         | Runda 2         | Runda 2         | Runda 3         | Runda 3         | Runda 3         | Runda A          | Runda A          | Runda B          | Runda B          | Razem            | Razem            |
| Zawodnik                                                                          | Konkurencja         | Błędy   | Poz.    | Błędy           | Razem           | Poz.            | Błędy           | Razem           | Poz.            | Błędy            | Poz.             | Błędy            | Poz.             | Błędy            | Poz.             |
| --------------------------------------------------------------------------------- | ------------------- | ------- | ------- | --------------- | --------------- | --------------- | --------------- | --------------- | --------------- | ---------------- | ---------------- | ---------------- | ---------------- | ---------------- | ---------------- |
| Marcus Ehning                                                                     | Skoki indywidualnie | 1       | 33.     | 4               | 5               | 27.             | 0               | 5               | 7.              | 0                | 0                | 1.               | 9                | 9                | 12.              |
| Meredith Michaels-Beerbaum                                                        | Skoki indywidualnie | 0       | 1.      | 8               | 8               | 31.             | 1               | 9               | 22.             | 8                | 23.              | → Nie awansowała | → Nie awansowała | → Nie awansowała | → Nie awansowała |
| Janne Friederike Meyer                                                            | Skoki indywidualnie | 0       | 1.      | 4               | 4               | 17.             | 17              | 21              | 41.             | → Nie awansowała | → Nie awansowała | → Nie awansowała | → Nie awansowała | → Nie awansowała | → Nie awansowała |
| Christian Ahlmann                                                                 | Skoki indywidualnie | 15      | 69.     | → Nie awansował | → Nie awansował | → Nie awansował | → Nie awansował | → Nie awansował | → Nie awansował | → Nie awansował  | → Nie awansował  | → Nie awansował  | → Nie awansował  | → Nie awansował  | → Nie awansował  |
| Marcus Ehning Janne Friederike Meyer Meredith Michaels-Beerbaum Christian Ahlmann | Skoki drużynowo     | 1       | 5.      |                 |                 |                 |                 |                 |                 | 12               | 10.              | → Nie awansowali | → Nie awansowali | → Nie awansowali | → Nie awansowali |

WKKW
| Zawodnik                                                              | Konkurencja        | Ujeżdżenie | Cross country | Skoki (runda kwalifikacyjna) | Razem  | Skoki (runda finałowa) | Finał              | Pozycja |
| --------------------------------------------------------------------- | ------------------ | ---------- | ------------- | ---------------------------- | ------ | ---------------------- | ------------------ | ------- |
| Michael Jung                                                          | WKKW indywidualnie | 40,60      | 0,00          | 0,00                         | 40,60  | 0,00                   | 40,60              | złoto   |
| Sandra Auffarth                                                       | WKKW indywidualnie | 40,00      | 4,80          | 0,00                         | 44,80  | 0,00                   | 44,80              | brąz    |
| Ingrid Klimke                                                         | WKKW indywidualnie | 39,30      | 0,00          | 9,00                         | 48,30  | → Nie wystartowała     | → Nie wystartowała | 25.     |
| Dirk Schrade                                                          | WKKW indywidualnie | 39,80      | 10,80         | 0,00                         | 50,60  | → Nie awansował        | → Nie awansował    | 10.     |
| Peter Thomsen                                                         | WKKW indywidualnie | 58,50      | 5,20          | 8,00                         | 71,70  | → Nie awansował        | → Nie awansował    | 30.     |
| Peter Thomsen Dirk Schrade Sandra Auffarth Michael Jung Ingrid Klimke | WKKW drużynowo     | 119,10     | 5,60          | 9,00                         | 133,70 |                        |                    | złoto   |

### Judo
Mężczyźni
| Zawodnik           | Konkurencja | 1/32                         | 1/16                               | 1/8                            | Ćwierćfinał               | Półfinał                       | Pierwsza runda repasaży | Półfinał repasaży            | Finał                  | Finał   |
| Zawodnik           | Konkurencja | Przeciwnik Wynik             | Przeciwnik Wynik                   | Przeciwnik Wynik               | Przeciwnik Wynik          | Przeciwnik Wynik               | Przeciwnik Wynik        | Przeciwnik Wynik             | Przeciwnik Wynik       | Pozycja |
| ------------------ | ----------- | ---------------------------- | ---------------------------------- | ------------------------------ | ------------------------- | ------------------------------ | ----------------------- | ---------------------------- | ---------------------- | ------- |
| Tobias Englmaier   | - 60 kg     | Howhannes Dawtian 0002- 1011 | → Nie awansował                    | → Nie awansował                | → Nie awansował           | → Nie awansował                | → Nie awansował         | → Nie awansował              | → Nie awansował        | 33.     |
| Christopher Völk   | - 73 kg     |                              | Sajndżarglyn Najm-Oczir 0001- 0011 | → Nie awansował                | → Nie awansował           | → Nie awansował                | → Nie awansował         | → Nie awansował              | → Nie awansował        | 17.     |
| Ole Bischof        | - 81 kg     |                              | Antonio Ciano 0101 -0001           | Islam Bozbajew 1011 -0012      | Takahiro Nakai 1010 -0000 | Travis Stevens 0000 -0000      |                         |                              | Kim Jae-bum 0001- 0020 | srebro  |
| Christophe Lambert | - 90 kg     |                              | Elxan Məmmədov 0001- 0111          | → Nie awansował                | → Nie awansował           | → Nie awansował                | → Nie awansował         | → Nie awansował              | → Nie awansował        | 17.     |
| Dimitri Peters     | - 100 kg    |                              | Ari’el Ze’ewi 1000 -0000           | Jevgeņijs Borodavko 0011 -0000 | Henk Grol 0100 -0001      | Tagir Chajbułajew 0001- 0000   |                         | Ramziddin Sayidov 0200 -0010 | → Nie awansował        | brąz    |
| Andreas Tölzer     | +100 kg     |                              | Adam Okruaszwili 0201 -0003        | Vlăduț Simionescu 1000 -0000   | Barna Bor 0011 -0002      | Aleksandr Michajlin 0002- 0011 |                         | Ihar Makarau 1000 -0001      | → Nie awansował        | brąz    |

Kobiety
| Zawodniczka     | Konkurencja | 1/16                         | 1/8                          | Ćwierćfinał             | Półfinał            | Pierwsza runda repasaży | Półfinał repasaży   | Finał                    | Finał   |
| Zawodniczka     | Konkurencja | Przeciwniczka Wynik          | Przeciwniczka Wynik          | Przeciwniczka Wynik     | Przeciwniczka Wynik | Przeciwniczka Wynik     | Przeciwniczka Wynik | Przeciwniczka Wynik      | Pozycja |
| --------------- | ----------- | ---------------------------- | ---------------------------- | ----------------------- | ------------------- | ----------------------- | ------------------- | ------------------------ | ------- |
| Rommy Tarangul  | – 52 kg     | Natalja Kuziutina 0001 -0000 | Rosalba Forciniti 0002- 0010 | → Nie awansowała        | → Nie awansowała    | → Nie awansowała        | → Nie awansowała    | → Nie awansowała         | 9.      |
| Miryam Roper    | – 57 kg     | Rafaela Silva 0002- 0021     | → Nie awansowała             | → Nie awansowała        | → Nie awansowała    | → Nie awansowała        | → Nie awansowała    | → Nie awansowała         | 17.     |
| Claudia Malzahn | – 63 kg     | Urška Žolnir 0000- 1100      | → Nie awansowała             | → Nie awansowała        | → Nie awansowała    | → Nie awansowała        | → Nie awansowała    | → Nie awansowała         | 17.     |
| Kerstin Thiele  | – 70 kg     | Moira de Villiers 0010 -0002 | Anett Mészáros 0001 -0000    | Eddith Bosch 0101 -0000 | Chen Fei 0001 -0000 |                         |                     | Lucie Décosse 0000- 0120 | srebro  |
| Heide Wollert   | – 78 kg     |                              | Daria Pogorzelec 0000- 0200  | → Nie awansowała        | → Nie awansowała    | → Nie awansowała        | → Nie awansowała    | → Nie awansowała         | 9.      |

### Kajakarstwo
Mężczyźni
| Zawodnik                                          | Konkurencja | Eliminacje | Eliminacje | Półfinały | Półfinały | Finał A/B | Finał A/B    | Pozycja |
| Zawodnik                                          | Konkurencja | Czas       | Pozycja    | Czas      | Pozycja   | Czas      | Pozycja      | Pozycja |
| ------------------------------------------------- | ----------- | ---------- | ---------- | --------- | --------- | --------- | ------------ | ------- |
| Ronald Rauhe                                      | K-1 200 m   | 36,817     | 4.         | 36,183    | 4.        | 37,553    | 8. (finał A) | 8.      |
| Max Hoff                                          | K-1 1000 m  | 3:30,709   | 2.         | 3:29,294  | 1.        | 3:27,759  | 3. (finał A) | brąz    |
| Ronald Rauhe Jonas Ems                            | K-2 200 m   | 32,905     | 2.         | 32,662    | 2.        | 35,405    | 8. (finał A) | 8.      |
| Martin Hollstein Andreas Ihle                     | K-2 1000 m  | 3:15,263   | 1.         |           |           | 3:10,117  | 3. (finał A) | brąz    |
| Marcus Groß Norman Bröckl Tim Wieskötter Max Hoff | K-4 1000 m  | 2:56,987   | 2.         | 2:53,575  | 2.        | 2:56,172  | 4. (finał A) | 4.      |
| Sebastian Brendel                                 | C-1 200 m   | 41,511     | 2.         | 42,161    | 4.        | 47,295    | 8. (finał B) | 16.     |
| Sebastian Brendel                                 | C-1 1000 m  | 3:56,469   | 3.         | 3:52,122  | 1.        | 3:47,176  | 1. (finał A) | złoto   |
| Peter Kretschmer Kurt Kuschela                    | C-2 1000 m  | 3:34,435   | 1.         |           |           | 3:33,804  | 1. (finał A) | złoto   |

Kobiety
| Zawodniczka                                                          | Konkurencja | Eliminacje | Eliminacje | Półfinały | Półfinały | Finał    | Finał        | Pozycja |
| Zawodniczka                                                          | Konkurencja | Czas       | Pozycja    | Czas      | Pozycja   | Czas     | Pozycja      | Pozycja |
| -------------------------------------------------------------------- | ----------- | ---------- | ---------- | --------- | --------- | -------- | ------------ | ------- |
| Silke Hörmann                                                        | K-1 200 m   | 42,697     | 4.         | 42,005    | 6.        | 45,686   | 7. (finał B) | 15.     |
| Katrin Wagner-Augustin                                               | K-1 500 m   | 1:53,438   | 3.         | 1:53,241  | 4.        | 1:52,402 | 1. (finał B) | 9.      |
| Tina Dietze Franziska Weber                                          | K-2 500 m   | 1:44,195   | 2.         | 1:41,543  | 1.        | 1:42,213 | 1. (finał A) | złoto   |
| Carolin Leonhardt Franziska Weber Katrin Wagner-Augustin Tina Dietze | K-4 500 m   | 1:31,633   | 1.         |           |           | 1:31,298 | 2. (finał A) | srebro  |

### Kajakarstwo górskie
Mężczyźni
| Zawodnik                   | Konkurencja | Eliminacje | Eliminacje | Eliminacje | Eliminacje | Eliminacje | Eliminacje | Półfinały        | Półfinały        | Finał            | Finał            | Pozycja |
| Zawodnik                   | Konkurencja | P 1        | M.         | P 2        | M.         | Razem      | M.         | Czas             | Miejsce          | Czas             | Miejsce          | Pozycja |
| -------------------------- | ----------- | ---------- | ---------- | ---------- | ---------- | ---------- | ---------- | ---------------- | ---------------- | ---------------- | ---------------- | ------- |
| Hannes Aigner              | K-1         | 92,56      | 11.        | 83,49      | 1.         | 83,49      | 1.         | 97,60            | 5.               | 94,78            | 3.               | brąz    |
| Sideris Tasiadis           | C-1         | 96,12      | 7.         | 92,83      | 3.         | 92,83      | 4.         | 98,94            | 1.               | 98,09            | 2.               | srebro  |
| David Schröder Frank Henze | C-2         | 107,50     | 9.         | 107,79     | 8.         | 107,50     | 11.        | → Nie awansowali | → Nie awansowali | → Nie awansowali | → Nie awansowali | 11.     |

Kobiety
| Zawodnik          | Konkurencja | Eliminacje | Eliminacje | Eliminacje | Eliminacje | Eliminacje | Eliminacje | Półfinały | Półfinały | Finał  | Finał   | Pozycja |
| Zawodnik          | Konkurencja | P 1        | M.         | P 2        | M.         | Razem      | M.         | Czas      | Miejsce   | Czas   | Miejsce | Pozycja |
| ----------------- | ----------- | ---------- | ---------- | ---------- | ---------- | ---------- | ---------- | --------- | --------- | ------ | ------- | ------- |
| Jasmin Schornberg | K-1         | 106,27     | 6.         | 102,14     | 6.         | 102,14     | 8.         | 112,25    | 7.        | 110,97 | 5.      | 5.      |

### Kolarstwo

#### Kolarstwo szosowe
| Zawodnik            | Konkurencja                    | Czas                       | Pozycja                    |
| ------------------- | ------------------------------ | -------------------------- | -------------------------- |
| Tony Martin         | wyścig ze startu wspólnego (m) | → Nie ukończył wyścigu     | → Nie ukończył wyścigu     |
| Tony Martin         | jazda indywidualna na czas (m) | 51:21,54                   | srebro                     |
| Bert Grabsch        | jazda indywidualna na czas (m) | 53:18,04                   | 8.                         |
| Bert Grabsch        | wyścig ze startu wspólnego (m) | 5:46:47                    | 95.                        |
| André Greipel       | wyścig ze startu wspólnego (m) | 5:46:37                    | 27.                        |
| Marcel Sieberg      | wyścig ze startu wspólnego (m) | 5:47:08                    | 102.                       |
| John Degenkolb      | wyścig ze startu wspólnego (m) | 5:48:49                    | 105.                       |
| Judith Arndt        | wyścig ze startu wspólnego (k) | 3:36:28                    | 37.                        |
| Judith Arndt        | jazda indywidualna na czas (k) | 37:50,29                   | srebro                     |
| Trixi Worrack       | jazda indywidualna na czas (k) | 39:20,73                   | 9.                         |
| Trixi Worrack       | wyścig ze startu wspólnego (k) | 3:36:04                    | 33.                        |
| Ina-Yoko Teutenberg | wyścig ze startu wspólnego (k) | 3:35:56                    | 4.                         |
| Charlotte Becker    | wyścig ze startu wspólnego (k) | → Przekroczyła limit czasu | → Przekroczyła limit czasu |

#### Kolarstwo górskie
| Zawodnik        | Konkurencja       | Czas    | Pozycja |
| --------------- | ----------------- | ------- | ------- |
| Sabine Spitz    | cross-country (k) | 1:31:54 | srebro  |
| Adelheid Morath | cross-country (k) | 1:37:17 | 16.     |
| Manuel Fumic    | cross-country (m) | 1:30:31 | 7.      |
| Moritz Milatz   | cross-country (m) | 1:38:59 | 34.     |

#### Kolarstwo torowe
Sprint
| Zawodnik                                      | Konkurencja       | Kwalifikacje  | Runda 1                    | Repasaże        | Runda 2              | Repasaże                                 | Ćwierćfinały              | Półfinały          | Finał           | Finał   |
| Zawodnik                                      | Konkurencja       | Time Speed    | Przeciwnik Czas            | Przeciwnik Czas | Przeciwnik Czas      | Przeciwnik Czas                          | Przeciwnik Czas           | Przeciwnik Czas    | Przeciwnik Czas | Pozycja |
| --------------------------------------------- | ----------------- | ------------- | -------------------------- | --------------- | -------------------- | ---------------------------------------- | ------------------------- | ------------------ | --------------- | ------- |
| Robert Förstemann                             | indywidualnie (m) | 10,072 71,485 | Bernard Esterhuizen 11,100 |                 | Njisane Phillip      | Bernard Esterhuizen Pavel Kelemen 10,881 | Grégory Baugé             | → Nie awansował    | → Nie awansował | 7.      |
| Kristina Vogel                                | indywidualnie (k) | 11,027 65,294 | Virginie Cueff 11,605      |                 | Lubow Szulika 11,547 |                                          | Simona Krupeckaitė 11,541 | Victoria Pendleton | Guo Shuang      | 4.      |
| René Enders Maximilian Levy Robert Förstemann | drużynowo (m)     | 43,710        | 43,178                     |                 |                      |                                          |                           |                    | 43,209          | brąz    |
| Kristina Vogel Miriam Welte                   | drużynowo (k)     | 32,630        | 32,701                     |                 |                      |                                          |                           |                    | 32,798          | złoto   |

Keirin
| Zawodnik        | Konkurencja | Runda 1 | Repesaż | Runda 2 | Finał   |
| Zawodnik        | Konkurencja | Pozycja | Pozycja | Pozycja | Pozycja |
| --------------- | ----------- | ------- | ------- | ------- | ------- |
| Maximilian Levy | mężczyźni   | 1.      |         | 1.      | srebro  |
| Kristina Vogel  | kobiety     | 1.      |         | 6.      | 10.     |

Omnium
| Zawodnik    | Konkurencja | Okrążenie start lotny | Okrążenie start lotny | Wyścig punktowy | Wyścig punktowy | Wyścig eliminacyjny | Wyścig na dochodzenie | Wyścig na dochodzenie | Scratch | Wyścig na 500 m | Wyścig na 500 m | Suma punktów | Pozycja |
| Zawodnik    | Konkurencja | Czas                  | M.                    | Punkty          | M.              | Miejsce             | Czas                  | M.                    | M.      | Czas            | M.              | Suma punktów | Pozycja |
| ----------- | ----------- | --------------------- | --------------------- | --------------- | --------------- | ------------------- | --------------------- | --------------------- | ------- | --------------- | --------------- | ------------ | ------- |
| Roger Kluge | mężczyźni   | 13,571                | 11.                   | 79              | 1.              | 7.                  | 4:25,554              | 5.                    | 4.      | 1:03,144        | 5.              | 33           | 4.      |

Wyścig na dochodzenie drużynowy
| Zawodnik                                     | Konkurencja | Kwalifikacje | Kwalifikacje | Pierwsza runda      | Pierwsza runda | Runda kwalifikacyjna | Runda kwalifikacyjna | Runda medalowa   | Runda medalowa   |
| Zawodnik                                     | Konkurencja | Czas         | M.           | Przeciwnik Wynik    | M.             | Przeciwnik Wynik     | M.                   | Przeciwnik Wynik | M.               |
| -------------------------------------------- | ----------- | ------------ | ------------ | ------------------- | -------------- | -------------------- | -------------------- | ---------------- | ---------------- |
| Judith Arndt Charlotte Becker Lisa Brennauer | Kobiety     | 3:22,058     | 7.           | Holandia · 3:21,086 | 7.             | Białoruś · 3:20,822  | 8.                   | → Nie awansowały | → Nie awansowały |

#### Kolarstwo BMX
| Zawodnik       | Konkurencja | Eliminacje | Eliminacje | Ćwierćfinał | Ćwierćfinał | Półfinał        | Półfinał        | Finał           | Finał           |
| Zawodnik       | Konkurencja | Wynik      | Miejsce    | Wynik       | Miejsce     | Wynik           | Miejsce         | Wynik           | Miejsce         |
| -------------- | ----------- | ---------- | ---------- | ----------- | ----------- | --------------- | --------------- | --------------- | --------------- |
| Luis Brethauer | mężczyźni   | 39,431     | 19.        | 22          | 20.         | → Nie awansował | → Nie awansował | → Nie awansował | → Nie awansował |
| Maik Baier     | mężczyźni   | 40,231     | 29.        | 31          | 31.         | → Nie awansował | → Nie awansował | → Nie awansował | → Nie awansował |

### Lekkoatletyka
Mężczyźni
Konkurencje biegowe
| Zawodnik                                                    | Konkurencja           | Eliminacje | Eliminacje | Ćwierćfinał | Ćwierćfinał | Półfinał        | Półfinał        | Finał            | Finał            |
| Zawodnik                                                    | Konkurencja           | Wynik      | Miejsce    | Wynik       | Miejsce     | Wynik           | Miejsce         | Wynik            | Miejsce          |
| ----------------------------------------------------------- | --------------------- | ---------- | ---------- | ----------- | ----------- | --------------- | --------------- | ---------------- | ---------------- |
| Sören Ludolph                                               | 800 m                 | 1:48,57    | 7.         |             |             | → Nie awansował | → Nie awansował | → Nie awansował  | → Nie awansował  |
| Carsten Schlangen                                           | 1500 m                | 3:41,51    | 6.         |             |             | 3:38,23         | 11.             | → Nie awansował  | → Nie awansował  |
| Arne Gabius                                                 | 5000 m                | 13:28,01   | 7.         |             |             |                 |                 | → Nie awansował  | → Nie awansował  |
| Matthias Bühler                                             | 110 m przez płotki    | 13,68      | 6.         |             |             | → Nie awansował | → Nie awansował | → Nie awansował  | → Nie awansował  |
| Erik Balnuweit                                              | 110 m przez płotki    | 13,77      | 6.         |             |             | → Nie awansował | → Nie awansował | → Nie awansował  | → Nie awansował  |
| Alexander John                                              | 110 m przez płotki    | 13,67      | 6.         |             |             | → Nie awansował | → Nie awansował | → Nie awansował  | → Nie awansował  |
| Silvio Schirrmeister                                        | 400 m przez płotki    | 50,21      | 4.         |             |             | → Nie awansował | → Nie awansował | → Nie awansował  | → Nie awansował  |
| Steffen Uliczka                                             | 3000 m z przeszkodami | 8:41,08    | 33.        |             |             |                 |                 | → Nie awansował  | → Nie awansował  |
| Julian Reus Tobias Unger Alexander Kosenkow Lucas Jakubczyk | 4 × 100 m             | 38,37      | 7.         |             |             |                 |                 | → Nie awansowali | → Nie awansowali |
| Jonas Plass Kamghe Gaba Eric Kruger Thomas Schneider        | 4 × 400 m             | 3:03,50    | 6.         |             |             |                 |                 | → Nie awansowali | → Nie awansowali |
| André Höhne                                                 | chód 20 km            |            |            |             |             |                 |                 | 1:22:02          | 21.              |
| André Höhne                                                 | chód 50 km            |            |            |             |             |                 |                 | 3:44:26          | 11.              |
| Christopher Linke                                           | chód 50 km            |            |            |             |             |                 |                 | 3:49:19          | 24.              |

Konkurencje techniczne
| Zawodnik          | Konkurencja    | Kwalifikacje | Kwalifikacje         | Finał                | Finał                |
| Zawodnik          | Konkurencja    | Wynik        | Miejsce              | Wynik                | Miejsce              |
| ----------------- | -------------- | ------------ | -------------------- | -------------------- | -------------------- |
| Robert Harting    | rzut dyskiem   | 66,22        | 2.                   | 68,27                | złoto                |
| Martin Wierig     | rzut dyskiem   | 64,13        | 8.                   | 65,85                | 6.                   |
| Markus Münch      | rzut dyskiem   | 59,55        | 30.                  | → Nie awansował      | → Nie awansował      |
| David Storl       | pchnięcie kulą | 21,13        | 2.                   | 21,86                | srebro               |
| Ralf Bartels      | pchnięcie kulą | 20,00        | 16.                  | → Nie awansował      | → Nie awansował      |
| Sebastian Bayer   | skok w dal     | 7,92         | 12.                  | 8,10                 | 5.                   |
| Christian Reif    | skok w dal     | 7,92         | 13.                  | → Nie awansował      | → Nie awansował      |
| Alyn Camara       | skok w dal     | 7,72         | 22.                  | → Nie awansował      | → Nie awansował      |
| Tino Häber        | rzut oszczepem | 80,39        | 12.                  | 81,21                | 8.                   |
| Matthias de Zordo | rzut oszczepem | NM           | → Nie sklasyfikowany | → Nie sklasyfikowany | → Nie sklasyfikowany |
| Raphael Holzdeppe | skok o tyczce  | 5,65         | 1.                   | 5,91                 | brąz                 |
| Malte Mohr        | skok o tyczce  | 5,50         | 9.                   | 5,50                 | 9.                   |
| Björn Otto        | skok o tyczce  | 5,50         | 9.                   | 5,91                 | srebro               |

| Zawodnik           | Konkurencje   | Konkurencje                | Wyniki            | Punkty               | Miejsce              |
| ------------------ | ------------- | -------------------------- | ----------------- | -------------------- | -------------------- |
| Rico Freimuth      | dziesięciobój | bieg 100 m                 | 10,65             | 940                  | 5.                   |
| Rico Freimuth      | dziesięciobój | skok w dal                 | 7,21              | 864                  | 15.                  |
| Rico Freimuth      | dziesięciobój | pchnięcie kulą             | 14,87             | 782                  | 9.                   |
| Rico Freimuth      | dziesięciobój | skok wzwyż                 | 1,90              | 714                  | 29.                  |
| Rico Freimuth      | dziesięciobój | bieg 400 m                 | 48,06             | 906                  | 2.                   |
| Rico Freimuth      | dziesięciobój | bieg na 110 m przez płotki | 13,89             | 989                  | 3.                   |
| Rico Freimuth      | dziesięciobój | rzut dyskiem               | 49,11             | 852                  | 1.                   |
| Rico Freimuth      | dziesięciobój | skok o tyczce              | 4,90              | 880                  | 6.                   |
| Rico Freimuth      | dziesięciobój | rzut oszczepem             | 57,37             | 698                  | 16.                  |
| Rico Freimuth      | dziesięciobój | bieg na 1500 m             | 4:37,62           | 695                  | 12.                  |
| Rico Freimuth      | dziesięciobój | Finał                      |                   | 8320                 | 6.                   |
| Pascal Behrenbruch | dziesięciobój | bieg 100 m                 | 11,06             | 847                  | 20.                  |
| Pascal Behrenbruch | dziesięciobój | skok w dal                 | 7,15              | 850                  | 19.                  |
| Pascal Behrenbruch | dziesięciobój | pchnięcie kulą             | 15,67             | 831                  | 2.                   |
| Pascal Behrenbruch | dziesięciobój | skok wzwyż                 | 1,96              | 767                  | 16.                  |
| Pascal Behrenbruch | dziesięciobój | bieg 400 m                 | 50,04             | 813                  | 20.                  |
| Pascal Behrenbruch | dziesięciobój | bieg na 110 m przez płotki | 14,33             | 932                  | 10.                  |
| Pascal Behrenbruch | dziesięciobój | rzut dyskiem               | 44,71             | 761                  | 17.                  |
| Pascal Behrenbruch | dziesięciobój | skok o tyczce              | 4,70              | 819                  | 14.                  |
| Pascal Behrenbruch | dziesięciobój | rzut oszczepem             | 64,80             | 810                  | 5.                   |
| Pascal Behrenbruch | dziesięciobój | bieg na 1500 m             | 4:37,46           | 696                  | 11.                  |
| Pascal Behrenbruch | dziesięciobój | Finał                      |                   | 8126                 | 10.                  |
| Jan Felix Knobel   | dziesięciobój | bieg 100 m                 | 11,42             | 769                  | 30.                  |
| Jan Felix Knobel   | dziesięciobój | skok w dal                 | 7,05              | 826                  | 21.                  |
| Jan Felix Knobel   | dziesięciobój | pchnięcie kulą             | 15,29             | 808                  | 4.                   |
| Jan Felix Knobel   | dziesięciobój | skok wzwyż                 | 1,90              | 714                  | 27.                  |
| Jan Felix Knobel   | dziesięciobój | bieg 400 m                 | 49,87             | 821                  | 19.                  |
| Jan Felix Knobel   | dziesięciobój | bieg na 110 m przez płotki | 15,03             | 846                  | 23.                  |
| Jan Felix Knobel   | dziesięciobój | rzut dyskiem               | 46,10             | 790                  | 9.                   |
| Jan Felix Knobel   | dziesięciobój | skok o tyczce              | 4,40              | 731                  | 24.                  |
| Jan Felix Knobel   | dziesięciobój | rzut oszczepem             | NM                | → Nie sklasyfikowany | → Nie sklasyfikowany |
| Jan Felix Knobel   | dziesięciobój | bieg na 1500 m             | → Nie wystartował | → Nie wystartował    | → Nie wystartował    |
| Jan Felix Knobel   | dziesięciobój | Finał                      |                   | → Nie sklasyfikowany | → Nie sklasyfikowany |

Kobiety
Konkurencje biegowe
| Zawodnik                                                          | Konkurencja           | Eliminacje | Eliminacje | Ćwierćfinał | Ćwierćfinał | Półfinał         | Półfinał         | Finał                       | Finał                       |
| Zawodnik                                                          | Konkurencja           | Wynik      | Miejsce    | Wynik       | Miejsce     | Wynik            | Miejsce          | Wynik                       | Miejsce                     |
| ----------------------------------------------------------------- | --------------------- | ---------- | ---------- | ----------- | ----------- | ---------------- | ---------------- | --------------------------- | --------------------------- |
| Verena Sailer                                                     | 100 m                 | 11,12      | 3.         |             |             | 11,25            | 6.               | → Nie awansowała            | → Nie awansowała            |
| Tatjana Pinto                                                     | 100 m                 | 11,39      | 4.         |             |             | → Nie awansowała | → Nie awansowała | → Nie awansowała            | → Nie awansowała            |
| Corinna Harrer                                                    | 1500 m                | 4:07,83    | 10.        |             |             | 4:05,70          | 7.               | → Nie awansowała            | → Nie awansowała            |
| Sabrina Mockenhaupt                                               | 10 000 m              |            |            |             |             |                  |                  | 31:50,35                    | 17.                         |
| Irina Mikitenko                                                   | maraton               |            |            |             |             |                  |                  | 2:26:44                     | 14.                         |
| Susanne Hahn                                                      | maraton               |            |            |             |             |                  |                  | 2:30:22                     | 32.                         |
| Cindy Roleder                                                     | 100 m przez płotki    | 13,06      | 4.         |             |             | 13,02            | 7.               | → Nie awansowała            | → Nie awansowała            |
| Carolin Nytra                                                     | 100 m przez płotki    | 13,30      | 3.         |             |             | 13,31            | 7.               | → Nie awansowała            | → Nie awansowała            |
| Antje Möldner-Schmidt                                             | 3000 m z przeszkodami | 9:26,57    | 4.         |             |             |                  |                  | 9:21,78                     | 7.                          |
| Gesa Felicitas Krause                                             | 3000 m z przeszkodami | 9:24,91    | 1.         |             |             |                  |                  | 9:23,62                     | 8.                          |
| Leena Günther Anne Cibis Tatjana Pinto Verena Sailer              | 4 × 100 m             | 42,69      | 3.         |             |             |                  |                  | 42,67                       | 5.                          |
| Esther Cremer Janin Lindenberg Maral Feizbakhsh Fabienne Kohlmann | 4 × 400 m             | 3:31,06    | 8.         |             |             |                  |                  | → Nie awansowały            | → Nie awansowały            |
| Melanie Seeger                                                    | chód 20 km            |            |            |             |             |                  |                  | 1:30:44                     | 19.                         |
| Sabine Krantz                                                     | chód 20 km            |            |            |             |             |                  |                  | → Nie ukończyła konkurencji | → Nie ukończyła konkurencji |

Konkurencje techniczne
| Zawodniczka               | Konkurencja    | Kwalifikacje | Kwalifikacje | Finał            | Finał            |
| Zawodniczka               | Konkurencja    | Wynik        | Miejsce      | Wynik            | Miejsce          |
| ------------------------- | -------------- | ------------ | ------------ | ---------------- | ---------------- |
| Ariane Friedrich          | skok wzwyż     | 1,93         | 14.          | → Nie awansowała | → Nie awansowała |
| Betty Heidler             | rzut młotem    | 74,44        | 3.           | 77,12            | brąz             |
| Kathrin Klaas             | rzut młotem    | 74,14        | 5.           | 76,05            | 5.               |
| Christina Obergföll       | rzut oszczepem | 66,14        | 2.           | 65,16            | srebro           |
| Linda Stahl               | rzut oszczepem | 64,78        | 4.           | 64,91            | brąz             |
| Katharina Molitor         | rzut oszczepem | 62,05        | 9.           | 62,89            | 6.               |
| Christina Schwanitz       | pchnięcie kulą | 18,62        | 9.           | 18,47            | 10.              |
| Nadine Kleinert           | pchnięcie kulą | 18,36        | 14.          | → Nie awansowała | → Nie awansowała |
| Josephine Terlecki        | pchnięcie kulą | 17,78        | 19.          | → Nie awansowała | → Nie awansowała |
| Lisa Ryzih                | skok o tyczce  | 4,55         | 4.           | 4,45             | 6.               |
| Silke Spiegelburg         | skok o tyczce  | 4,55         | 6.           | 4,65             | 4.               |
| Martina Strutz            | skok o tyczce  | 4,55         | 7.           | 4,55             | 5.               |
| Nadine Müller             | rzut dyskiem   | 65,89        | 2.           | 65,94            | 5.               |
| Anna Rüh                  | rzut dyskiem   | 62,98        | 9.           | 61,36            | 10.              |
| Julia Fischer             | rzut dyskiem   | 60,23        | 20.          | → Nie awansowała | → Nie awansowała |
| Sosthene Taroum Moguenara | skok w dal     | 6,23         | 21.          | → Nie awansowała | → Nie awansowała |

| Zawodniczka       | Konkurencja | Konkurencja                | Wyniki               | Punkty               | Miejsce              |
| ----------------- | ----------- | -------------------------- | -------------------- | -------------------- | -------------------- |
| Lilli Schwarzkopf | siedmiobój  | bieg na 100 m przez płotki | 13,26                | 1086                 | 2.                   |
| Lilli Schwarzkopf | siedmiobój  | skok wzwyż                 | 1,83                 | 1016                 | 7.                   |
| Lilli Schwarzkopf | siedmiobój  | pchnięcie kulą             | 14,77                | 845                  | 7.                   |
| Lilli Schwarzkopf | siedmiobój  | bieg 200 m                 | 24,77                | 908                  | 24.                  |
| Lilli Schwarzkopf | siedmiobój  | skok w dal                 | 6,30                 | 943                  | 5.                   |
| Lilli Schwarzkopf | siedmiobój  | rzut oszczepem             | 51,73                | 894                  | 5.                   |
| Lilli Schwarzkopf | siedmiobój  | bieg na 800 m              | 2:10,50              | 957                  | 5.                   |
| Lilli Schwarzkopf | siedmiobój  | Finał                      |                      | 6649                 | srebro               |
| Jennifer Oeser    | siedmiobój  | bieg na 100 m przez płotki | 13,42                | 1062                 | 13.                  |
| Jennifer Oeser    | siedmiobój  | skok wzwyż                 | 1,80                 | 978                  | 3.                   |
| Jennifer Oeser    | siedmiobój  | pchnięcie kulą             | 14,16                | 805                  | 3.                   |
| Jennifer Oeser    | siedmiobój  | bieg 200 m                 | 24,39                | 944                  | 18.                  |
| Jennifer Oeser    | siedmiobój  | skok w dal                 | 6,07                 | 871                  | 11.                  |
| Jennifer Oeser    | siedmiobój  | rzut oszczepem             | 46,61                | 795                  | 11.                  |
| Jennifer Oeser    | siedmiobój  | bieg na 800 m              | →Nie ukończyła biegu | →Nie ukończyła biegu | →Nie ukończyła biegu |
| Jennifer Oeser    | siedmiobój  | Finał                      |                      | 5455                 | 30.                  |
| Julia Mächtig     | siedmiobój  | bieg na 100 m przez płotki | 14,54                | 903                  | 37.                  |
| Julia Mächtig     | siedmiobój  | skok wzwyż                 | 1,68                 | 830                  | 14.                  |
| Julia Mächtig     | siedmiobój  | pchnięcie kulą             | 14,99                | 860                  | 3.                   |
| Julia Mächtig     | siedmiobój  | bieg 200 m                 | 25,38                | 852                  | 30.                  |
| Julia Mächtig     | siedmiobój  | skok w dal                 | 4,06                 | 322                  | 16.                  |
| Julia Mächtig     | siedmiobój  | rzut oszczepem             | 44,40                | 752                  | 16.                  |
| Julia Mächtig     | siedmiobój  | bieg na 800 m              | 2:20,34              | 819                  | 26.                  |
| Julia Mächtig     | siedmiobój  | Finał                      |                      | 5338                 | 31.                  |

### Łucznictwo
| Zawodnik      | Konkurencja       | Runda rankingowa | Runda rankingowa | 1/32             | 1/16             | 1/8              | Ćwierćfinały     | Półfinały        | Finał            | Finał   |
| Zawodnik      | Konkurencja       | Wynik            | Seed             | Przeciwnik Wynik | Przeciwnik Wynik | Przeciwnik Wynik | Przeciwnik Wynik | Przeciwnik Wynik | Przeciwnik Wynik | Pozycja |
| ------------- | ----------------- | ---------------- | ---------------- | ---------------- | ---------------- | ---------------- | ---------------- | ---------------- | ---------------- | ------- |
| Camilo Mayr   | indywidualnie (m) | 653              | 52.              | Xing Yu 0-6      | →Nie awansował   | →Nie awansował   | →Nie awansował   | →Nie awansował   | →Nie awansował   | 33.     |
| Elena Richter | indywidualnie (k) | 645              | 30.              | Maja Jager 6-5   | Tan Ya-ting 2-6  | →Nie awansowała  | →Nie awansowała  | →Nie awansowała  | →Nie awansowała  | 17.     |

### Pięciobój nowoczesny
| Zawodnik         | Konkurencja | Szermierka | Szermierka | Szermierka | Pływanie | Pływanie | Pływanie | Jazda konna | Jazda konna | Jazda konna | Kombinacja: strzelanie/bieg przełajowy | Kombinacja: strzelanie/bieg przełajowy | Kombinacja: strzelanie/bieg przełajowy | Suma punktów | Pozycja |
| Zawodnik         | Konkurencja | Wynik      | M.         | Punkty     | Czas     | M.       | Punkty   | Kary        | M.          | Punkty      | Czas                                   | M.                                     | Punkty                                 | Suma punktów | Pozycja |
| ---------------- | ----------- | ---------- | ---------- | ---------- | -------- | -------- | -------- | ----------- | ----------- | ----------- | -------------------------------------- | -------------------------------------- | -------------------------------------- | ------------ | ------- |
| Steffen Gebhardt | mężczyźni   | 20-15      | 9.         | 868        | 2:07,08  | 22.      | 1276     | 40          | 8.          | 1160        | 10:37,16                               | 8.                                     | 2452                                   | 5756         | 5.      |
| Stefan Köllner   | mężczyźni   | 16-19      | 20.        | 784        | 2:11,71  | 31.      | 1220     | 80          | 18.         | 1120        | 10:59,16                               | 21.                                    | 2364                                   | 5488         | 26.     |
| Lena Schöneborn  | kobiety     | 19-16      | 11.        | 856        | 2:19,76  | 22.      | 1124     | 148         | 29.         | 1052        | 11:58,18                               | 7.                                     | 2128                                   | 5160         | 15.     |
| Annika Schleu    | kobiety     | 12-23      | 31.        | 688        | 2:20,01  | 23.      | 1120     | 60          | 11.         | 1140        | 11:46,04                               | 27.                                    | 1936                                   | 4884         | 26.     |

### Pływanie
Mężczyźni
| Zawodnik                                                            | Konkurencja        | Eliminacje | Eliminacje | Półfinał       | Półfinał       | Finał          | Finał          |
| Zawodnik                                                            | Konkurencja        | Czas       | Miejsce    | Czas           | Miejsce        | Czas           | Miejsce        |
| ------------------------------------------------------------------- | ------------------ | ---------- | ---------- | -------------- | -------------- | -------------- | -------------- |
| Marco di Carli                                                      | 100 m dowolnym     | 49,03      | 18.        | →Nie awansował | →Nie awansował | →Nie awansował | →Nie awansował |
| Clemens Rapp                                                        | 200 m dowolnym     | 1:48,75    | 24.        | →Nie awansował | →Nie awansował | →Nie awansował | →Nie awansował |
| Paul Biedermann                                                     | 200 m dowolnym     | 1:47,27    | 10.        | 1:46,10        | 4.             | 1:45,53        | 5.             |
| Paul Biedermann                                                     | 400 m dowolnym     | 3:48,50    | 13.        |                |                | →Nie awansował | →Nie awansował |
| Helge Meeuw                                                         | 100 m grzbietowym  | 53,83      | 7.         | 53,52          | 7.             | 53,48          | 6.             |
| Jan-Philip Glania                                                   | 100 m grzbietowym  | 54,07      | 12.        | 53,90          | 11.            | →Nie awansował | →Nie awansował |
| Jan-Philip Glania                                                   | 200 m grzbietowym  | 1:57,01    | 6.         | 1:57,43        | 10.            | →Nie awansował | →Nie awansował |
| Yannick Lebherz                                                     | 200 m grzbietowym  | 1:58,07    | 12.        | 1:58,80        | 15.            | →Nie awansował | →Nie awansował |
| Yannick Lebherz                                                     | 400 m zmiennym     | 4:15,41    | 11.        |                |                | →Nie awansował | →Nie awansował |
| Hendrik Feldwehr                                                    | 100 m klasycznym   | 1:01,00    | 21.        | →Nie awansował | →Nie awansował | →Nie awansował | →Nie awansował |
| Christian vom Lehn                                                  | 100 m klasycznym   | 1:00,78    | 19.        | →Nie awansował | →Nie awansował | →Nie awansował | →Nie awansował |
| Christian vom Lehn                                                  | 200 m klasycznym   | 2:11,66    | 16.        | 2:10,50        | 12.            | →Nie awansował | →Nie awansował |
| Marco Koch                                                          | 200 m klasycznym   | 2:10,61    | 11.        | 2:10,73        | 13.            | →Nie awansował | →Nie awansował |
| Benjamin Starke                                                     | 100 m motylkowym   | 52,36      | 16.        | 52,40          | 14.            | →Nie awansował | →Nie awansował |
| Steffen Deibler                                                     | 100 m motylkowym   | 51,76      | 6.         | 51,76          | 6.             | 51,81          | 4.             |
| Philip Heintz                                                       | 200 m zmiennym     | 2:01,32    | 27.        | →Nie awansował | →Nie awansował | →Nie awansował | →Nie awansował |
| Markus Deibler                                                      | 200 m zmiennym     | 1:58,61    | 7.         | 1:58,88        | 9.             | 1:59,10        | 8.             |
| Thomas Lurz                                                         | 10 km              |            |            |                |                | 1:49:58,5      | srebro         |
| Benjamin Starke Markus Deibler Christoph Fildebrandt Marco di Carli | 4 × 100 m dowolnym | 3:13,51    | 5.         |                |                | 3:13,52        | 6.             |
| Tim Wallburger Dimitri Colupaev Clemens Rapp Paul Biedermann        | 4 × 200 m dowolnym | 7:09,23    | 3.         |                |                | 7:06,59        | 4.             |
| Helge Meeuw Christian vom Lehn Steffen Deibler Marco di Carli       | 4 × 100 m zmiennym | 3:34,28    | 6.         |                |                | 3:33,06        | 6.             |

Kobiety
| Zawodniczka                                                  | Konkurencja        | Eliminacje | Eliminacje | Półfinał         | Półfinał         | Finał            | Finał            |
| Zawodniczka                                                  | Konkurencja        | Czas       | Miejsce    | Czas             | Miejsce          | Czas             | Miejsce          |
| ------------------------------------------------------------ | ------------------ | ---------- | ---------- | ---------------- | ---------------- | ---------------- | ---------------- |
| Britta Steffen                                               | 50 m dowolnym      | 24,70      | 4.         | 24,57            | 4.               | 24,46            | 4.               |
| Britta Steffen                                               | 100 m dowolnym     | 54,42      | 14.        | 54,18            | 12.              | → Nie awansowała | → Nie awansowała |
| Daniela Schreiber                                            | 100 m dowolnym     | 54,43      | 15.        | 54,39            | 15.              | → Nie awansowała | → Nie awansowała |
| Silke Lippok                                                 | 200 m dowolnym     | 1:58,59    | 13.        | 1:58,24          | 13.              | → Nie awansowała | → Nie awansowała |
| Jenny Mensing                                                | 100 m grzbietowym  | 1:00,72    | 21.        | → Nie awansowała | → Nie awansowała | → Nie awansowała | → Nie awansowała |
| Jenny Mensing                                                | 200 m grzbietowym  | 2:10,54    | 15.        | 2:10,68          | 15.              | → Nie awansowała | → Nie awansowała |
| Sarah Poewe                                                  | 100 m klasycznym   | 1:07,12    | 6.         | 1:07,68          | 11.              | → Nie awansowała | → Nie awansowała |
| Caroline Ruhnau                                              | 100 m klasycznym   | 1:08,43    | 22.        | → Nie awansowała | → Nie awansowała | → Nie awansowała | → Nie awansowała |
| Theresa Michalak                                             | 200 m zmiennym     | 2:12,75    | 11.        | 2:13,24          | 12.              | → Nie awansowała | → Nie awansowała |
| Alexandra Wenk                                               | 100 m motylkowym   | 58,85      | 21.        | → Nie awansowała | → Nie awansowała | → Nie awansowała | → Nie awansowała |
| Angela Maurer                                                | 10 km              |            |            |                  |                  | 1:57:52,8        | 5.               |
| Britta Steffen Silke Lippok Lisa Vitting Daniela Schreiber   | 4 × 100 m dowolnym | 3:39,16    | 9.         |                  |                  | → Nie awansowały | → Nie awansowały |
| Silke Lippok Theresa Michalak Annika Bruhn Daniela Schreiber | 4 × 200 m dowolnym | 7:58,93    | 11.        |                  |                  | → Nie awansowały | → Nie awansowały |
| Jenny Mensing Sarah Poewe Alexandra Wenk Britta Steffen      | 4 × 100 m zmiennym | 3:59,95    | 9.         |                  |                  | → Nie awansowały | → Nie awansowały |

### Podnoszenie ciężarów
Mężczyźni
| Zawodnik         | Konkurencja | Rwanie | Rwanie  | Podrzut                    | Podrzut                    | Razem                      | Pozycja                    |
| Zawodnik         | Konkurencja | Wynik  | Pozycja | Wynik                      | Pozycja                    | Razem                      | Pozycja                    |
| ---------------- | ----------- | ------ | ------- | -------------------------- | -------------------------- | -------------------------- | -------------------------- |
| Jürgen Spieß     | -105 kg     | 172 kg | 10.     | 202 kg                     | 9.                         | 374 kg                     | 9.                         |
| Almir Velagic    | +105 kg     | 192 kg | 7.      | 234 kg                     | 7.                         | 426 kg                     | 8.                         |
| Matthias Steiner | +105 kg     | 192 kg | 8.      | → Nie ukończył konkurencji | → Nie ukończył konkurencji | → Nie ukończył konkurencji | → Nie ukończył konkurencji |

Kobiety
| Zawodniczka     | Konkurencja | Rwanie | Rwanie  | Podrzut | Podrzut | Razem  | Pozycja |
| Zawodniczka     | Konkurencja | Wynik  | Pozycja | Wynik   | Pozycja | Razem  | Pozycja |
| --------------- | ----------- | ------ | ------- | ------- | ------- | ------ | ------- |
| Julia Rohde     | -53 kg      | 85 kg  | 9.      | 108 kg  | 10.     | 193 kg | 11.     |
| Christin Ulrich | -58 kg      | 93 kg  | 12.     | 114 kg  | 13.     | 207 kg | 13.     |

### Siatkówka
Mężczyźni
- Reprezentacja mężczyzn

Reprezentacja Niemiec brała udział w rozgrywkach grupy B turnieju olimpijskiego zajmując w niej czwarte miejsce i awansując do ćwierćfinału w którym uległa reprezentacji Bułgarii zajmując ostatecznie miejsca 5.-8.
| - Marcus Popp - Markus Steuerwald - Sebastian Schwarz - Simon Tischer - Björn Andrae - Denis Kaliberda |  | - Marcus Böhme - Georg Grozer - Jochen Schöps - Lukas Kampa - Christian Dünnes - Max Günthör |

| Drużyna | Konkurencja      | Faza grupowa     | Faza grupowa            | Faza grupowa     | Faza grupowa     | Faza grupowa     | Faza grupowa | Ćwierćfinały     | Półfinały        | Finał            | Pozycja     |
| Drużyna | Konkurencja      | Przeciwnik Wynik | Przeciwnik Wynik        | Przeciwnik Wynik | Przeciwnik Wynik | Przeciwnik Wynik | Pozycja      | Przeciwnik Wynik | Przeciwnik Wynik | Przeciwnik Wynik | Pozycja     |
| ------- | ---------------- | ---------------- | ----------------------- | ---------------- | ---------------- | ---------------- | ------------ | ---------------- | ---------------- | ---------------- | ----------- |
| Niemcy  | siatkówka halowa | Rosja · 0:3      | Stany Zjednoczone · 0:3 | Serbia · 3:2     | Tunezja · 3:0    | Brazylia · 0:3   | 4.           | Bułgaria · 0:3   | → Nie awansowali | → Nie awansowali | Miejsca 5-8 |

#### Siatkówka plażowa
Mężczyźni
| Zawodnik                      | Konkurencja | Faza grupowa                                              | Faza grupowa                                       | Faza grupowa                                             | Pozycja | Play-off (drużyny z 3. miejsca)                     | 1/8                                                      | Ćwierćfinały                                  | Półfinały                                           | Finał                                                 | Finał   |
| Zawodnik                      | Konkurencja | Przeciwnik Wynik                                          | Przeciwnik Wynik                                   | Przeciwnik Wynik                                         | Pozycja | Przeciwnik Wynik                                    | Przeciwnik Wynik                                         | Przeciwnik Wynik                              | Przeciwnik Wynik                                    | Przeciwnik Wynik                                      | Pozycja |
| ----------------------------- | ----------- | --------------------------------------------------------- | -------------------------------------------------- | -------------------------------------------------------- | ------- | --------------------------------------------------- | -------------------------------------------------------- | --------------------------------------------- | --------------------------------------------------- | ----------------------------------------------------- | ------- |
| Julius Brink Jonas Reckermann | mężczyźni   | Siergiej Prokopjew Konstantin Siemionow 2:0 (21:19,21:17) | Wu Penggen Xu Linyin 2:1 (13:21, 21:19, 15:8)      | Sébastien Chevallier Sascha Heyer 2:0 (21:14, 21:16)     | 1.      |                                                     | Aleksandrs Samoilovs Rusians Sorokins 2:0 (21:12, 21:17) | Ricardo Santos Pedro Cuhna 2:0 (21:15, 21:19) | Reinder Nummerdor Richard Schuil 2:0 (21:14, 21:16) | Alison Cerutti Emanuel Rego 2:1 (23:21, 16:21, 16:14) | złoto   |
| Jonathan Erdmann Kay Matysik  | mężczyźni   | Mārtiņš Pļaviņš Janis Smedins 1:2 (21:19, 21:23, 9:15)    | Reinder Nummerdor Richard Schuil 0:2 (9:21, 16:21) | Igor Hernández Jesus Villafañe 2:1 (20:22, 21:16, 15:11) | 3       | Petr Beneš Přemysl Kubala 2:1 (15:21, 21:19, 15:13) | Alison Cerutti Emanuel Rego 0:2 (16:21, 14:21)           | → Nie awansowali                              | → Nie awansowali                                    | → Nie awansowali                                      | 9.      |

Kobiety
| Zawodniczka                  | Konkurencja | Faza grupowa                                           | Faza grupowa                                             | Faza grupowa                                            | Pozycja | 1/8                                             | Ćwierćfinały                                         | Półfinały        | Finał            | Finał   |
| Zawodniczka                  | Konkurencja | Przeciwnik Wynik                                       | Przeciwnik Wynik                                         | Przeciwnik Wynik                                        | Pozycja | Przeciwnik Wynik                                | Przeciwnik Wynik                                     | Przeciwnik Wynik | Przeciwnik Wynik | Pozycja |
| ---------------------------- | ----------- | ------------------------------------------------------ | -------------------------------------------------------- | ------------------------------------------------------- | ------- | ----------------------------------------------- | ---------------------------------------------------- | ---------------- | ---------------- | ------- |
| Katrin Holtwick Ilka Semmler | kobiety     | Lenka Háječková Hana Klapalová 2:0 (21:16, 21:18)      | Juliana Felisberta Larissa França 0:2 (18:21, 13;21)     | Natacha Rigobert Elodie Li Yuk Lo 2:0 (21:11, 21:18)    | 2.      | Sara Goller Laura Ludwig 0:2 (16:21, 15:21)     | → Nie awansowały                                     | → Nie awansowały | → Nie awansowały | 9.      |
| Sara Goller Laura Ludwig     | kobiety     | Louise Bawden Becchara Palmer 2:1 (21:18, 19:21, 15:5) | Maria Antonelli Talita Antunes 1:2 (19:21, 31:29, 13:15) | Madalein Meppelink Sophie van Gestel 2:0 (21:18, 21:14) | 2       | Katrin Holtwick Ilka Semmler 2:0 (21:16, 21:15) | Juliana Felisberta Larissa França 0:2 (10:21, 19:21) | → Nie awansowały | → Nie awansowały | 5.      |

### Skoki do wody
Mężczyźni
| Zawodnik                      | Konkurencja                  | Preeliminacje            | Preeliminacje            | Półfinał                 | Półfinał                 | Finał                    | Finał                    |
| Zawodnik                      | Konkurencja                  | Punkty                   | Miejsce                  | Punkty                   | Miejsce                  | Punkty                   | Miejsce                  |
| ----------------------------- | ---------------------------- | ------------------------ | ------------------------ | ------------------------ | ------------------------ | ------------------------ | ------------------------ |
| Patrick Hausding              | trampolina 3 m indywidualnie | 477,15                   | 4.                       | 485,55                   | 6.                       | 505,55                   | 4.                       |
| Stephan Feck                  | trampolina 3 m indywidualnie | Nie ukończył konkurencji | Nie ukończył konkurencji | Nie ukończył konkurencji | Nie ukończył konkurencji | Nie ukończył konkurencji | Nie ukończył konkurencji |
| Martin Wolfram                | wieża 10 m indywidualnie     | 496,80                   | 4.                       | 519,00                   | 5.                       | 506,65                   | 8.                       |
| Sascha Klein                  | wieża 10 m indywidualnie     | 525,05                   | 3.                       | 503,75                   | 8.                       | 496,30                   | 10.                      |
| Patrick Hausding Sascha Klein | wieża 10 m synchronicznie    |                          |                          |                          |                          | 446,07                   | 7.                       |

Kobiety
| Zawodniczka                      | Konkurencja                  | Preeliminacje | Preeliminacje | Półfinał | Półfinał | Finał            | Finał            |
| Zawodniczka                      | Konkurencja                  | Punkty        | Miejsce       | Punkty   | Miejsce  | Punkty           | Miejsce          |
| -------------------------------- | ---------------------------- | ------------- | ------------- | -------- | -------- | ---------------- | ---------------- |
| Nora Subschinski                 | trampolina 3 m indywidualnie | 311,70        | 12.           | 313,20   | 14.      | → Nie awansowała | → Nie awansowała |
| Katja Dieckow                    | trampolina 3 m indywidualnie | 303,90        | 15.           | 312,50   | 16.      | → Nie awansowała | → Nie awansowała |
| Christin Steuer                  | wieża 10 m indywidualnie     | 341,75        | 3.            | 339,90   | 7.       | 351,35           | 7.               |
| Maria Kurjo                      | wieża 10 m indywidualnie     | 319,65        | 16.           | 264,45   | 17.      | → Nie awansowała | → Nie awansowała |
| Nora Subschinski Christin Steuer | wieża 10 m synchronicznie    |               |               |          |          | 312,78           | 6.               |

### Strzelectwo
Mężczyźni
| Zawodnik         | Konkurencja | Kwalifikacje | Kwalifikacje | Finał           | Finał           |
| Zawodnik         | Konkurencja | Wynik        | Pozycja      | Wynik           | Pozycja         |
| ---------------- | ----------- | ------------ | ------------ | --------------- | --------------- |
| Florian Schmidt  | ppn 60      | 575          | 25.          | → Nie awansował | → Nie awansował |
| Florian Schmidt  | pdw 60      | 557          | 17.          | → Nie awansował | → Nie awansował |
| Christian Reitz  | pdw 60      | 560          | 6.           | 654,3           | 7.              |
| Christian Reitz  | psp 60      | 583          | 6.           | 13              | 6.              |
| Ralf Schumann    | psp 60      | 577          | 16.          | → Nie awansował | → Nie awansował |
| Julian Justus    | kpn 60      | 595          | 12.          | → Nie awansował | → Nie awansował |
| Tino Mohaupt     | kpn 60      | 592          | 25.          | → Nie awansował | → Nie awansował |
| Daniel Brodmeier | kdw 60l     | 595          | 4.           | 698,2           | 5.              |
| Daniel Brodmeier | Kdw 3x40    | 1156         | 32.          | → Nie awansował | → Nie awansował |
| Maik Eckhardt    | kdw 60l     | 589          | 37.          | → Nie awansował | → Nie awansował |
| Maik Eckhardt    | Kdw 3x40    | 1163         | 21.          | → Nie awansował | → Nie awansował |
| Karsten Bindrich | trap        | 121          | 11.          | → Nie awansował | → Nie awansował |
| Ralf Buchheim    | skeet       | 118          | 10.          | → Nie awansował | → Nie awansował |

Kobiety
| Zawodnik                  | Konkurencja | Kwalifikacje | Kwalifikacje | Finał            | Finał            |
| Zawodnik                  | Konkurencja | Wynik        | Pozycja      | Wynik            | Pozycja          |
| ------------------------- | ----------- | ------------ | ------------ | ---------------- | ---------------- |
| Claudia Verdicchio-Krause | ppn 60      | 380          | 20.          | → Nie awansowała | → Nie awansowała |
| Claudia Verdicchio-Krause | Psp 30+30   | 577          | 26.          | → Nie awansowała | → Nie awansowała |
| Dordżsürengijn Mönchbajar | ppn 60      | 378          | 25.          | → Nie awansowała | → Nie awansowała |
| Dordżsürengijn Mönchbajar | Psp 30+30   | 582          | 12.          | → Nie awansowała | → Nie awansowała |
| Jessica Mager             | Kpn 40      | 394          | 20.          | → Nie awansowała | → Nie awansowała |
| Beate Gauß                | Kpn 40      | 392          | 32.          | → Nie awansowała | → Nie awansowała |
| Barbara Engleder          | Ksp 3x20    | 583          | 7.           | 680,8            | 6.               |
| Sonja Pfeilschifter       | Ksp 3x20    | 581          | 19.          | → Nie awansowała | → Nie awansowała |
| Sonja Scheibl             | trap        | 64           | 17.          | → Nie awansowała | → Nie awansowała |
| Christine Wenzel          | skeet       | 68           | 5.           | 89               | 6.               |

### Szermierka
Kobiety
| Zawodnik                                        | Konkurencja          | 1/32                 | 1/16                      | 1/8                     | Ćwierćfinały       | Miejsca 5-8.     | Mecz o 5. miejsce | Półfinały        | Finał               | Finał   |
| Zawodnik                                        | Konkurencja          | Przeciwnik Wynik     | Przeciwnik Wynik          | Przeciwnik Wynik        | Przeciwnik Wynik   | Przeciwnik Wynik | Przeciwnik Wynik  | Przeciwnik Wynik | Przeciwnik Wynik    | Pozycja |
| ----------------------------------------------- | -------------------- | -------------------- | ------------------------- | ----------------------- | ------------------ | ---------------- | ----------------- | ---------------- | ------------------- | ------- |
| Carolin Golubytskyi                             | floret indywidualnie |                      | Saskia Garcia 14-9        | Elisa Di Francisca 9-15 | → Nie awansowała   |                  |                   | → Nie awansowała | → Nie awansowała    | 9.      |
| Britta Heidemann                                | szpada indywidualnie |                      | Bianca Del Carretto 14-13 | Li Na 14-13             | Sarra Besbes 15-12 |                  |                   | Shin A-lam 6-5   | Jana Szemiakina 8-9 | srebro  |
| Imke Duplitzer                                  | szpada indywidualnie | María Martínez 15-10 | Sun Yujie 10-15           | → Nie awansowała        | → Nie awansowała   |                  |                   | → Nie awansowała | → Nie awansowała    | 17.     |
| Monika Sozanska                                 | szpada indywidualnie |                      | Wioletta Kołobowa 15-14   | Shin A-lam 9-14         | → Nie awansowała   |                  |                   | → Nie awansowała | → Nie awansowała    | 9.      |
| Alexandra Bujdoso                               | szabla indywidualnie |                      | Səbinə Mikina 13-15       | → Nie awansowała        | → Nie awansowała   |                  |                   | → Nie awansowała | → Nie awansowała    | 17.     |
| Britta Heidemann Imke Duplitzer Monika Sozanska | szpada drużynowo     |                      |                           |                         | Chiny · 42-45      | Ukraina · 45-36  | Rumunia · 45-36   | → Nie awansowały | → Nie awansowały    | 5.      |

Mężczyźni
| Zawodnik                                                         | Konkurencja          | 1/32             | 1/16                     | 1/8                           | Ćwierćfinały             | Miejsca 5-8.     | Mecz o 5. miejsce | Półfinały        | Finał                     | Finał   |
| Zawodnik                                                         | Konkurencja          | Przeciwnik Wynik | Przeciwnik Wynik         | Przeciwnik Wynik              | Przeciwnik Wynik         | Przeciwnik Wynik | Przeciwnik Wynik  | Przeciwnik Wynik | Przeciwnik Wynik          | Pozycja |
| ---------------------------------------------------------------- | -------------------- | ---------------- | ------------------------ | ----------------------------- | ------------------------ | ---------------- | ----------------- | ---------------- | ------------------------- | ------- |
| Sebastian Bachmann                                               | floret indywidualnie |                  | Rienal Ganiejew 15-9     | Valerio Aspromonte 11-15      | → Nie awansował          |                  |                   | → Nie awansował  | → Nie awansował           | 9.      |
| Benjamin Kleibrink                                               | floret indywidualnie |                  | Yūki Ōta 5-15            | → Nie awansował               | → Nie awansował          |                  |                   | → Nie awansował  | → Nie awansował           | 17.     |
| Peter Joppich                                                    | floret indywidualnie |                  | James-Andrew Davis 15-10 | Ala ad-Din Abu al-Kasim 10-15 | → Nie awansował          |                  |                   | → Nie awansował  | → Nie awansował           | 9.      |
| Jörg Fiedler                                                     | szpada indywidualnie |                  | Soren Thompson 15-4      | Bas Verwijlen 15-8            | Jung Jin-sun 11-15       |                  |                   | → Nie awansował  | → Nie awansował           | 5.      |
| Nicolas Limbach                                                  | szabla indywidualnie |                  | Adam Skrodzki 15-8       | Benedikt Wagner 15-7          | Nikołaj Kowalow 12-15    |                  |                   | → Nie awansował  | → Nie awansował           | 5.      |
| Benedikt Wagner                                                  | szabla indywidualnie |                  | Renzo Agresta 15-6       | Nicolas Limbach 7-15          | → Nie awansował          |                  |                   | → Nie awansował  | → Nie awansował           | 9.      |
| Max Harting                                                      | szabla indywidualnie |                  | Luigi Tarantino 15-14    | Gu Bon-gil 15-14              | Áron Szilágyi 13-15      |                  |                   | → Nie awansował  | → Nie awansował           | 5.      |
| Benjamin Kleibrink Peter Joppich Sebastian Bachmann André Weßels | floret drużynowo     |                  |                          |                               | Rosja · 44-40            |                  |                   | Japonia · 40-41  | Stany Zjednoczone · 45-27 | brąz    |
| Nicolas Limbach Benedikt Wagner Max Harting                      | szabla drużynowo     |                  |                          |                               | Korea Południowa · 38-45 | Białoruś · 45-40 | Chiny · 45-30     | → Nie awansowali | → Nie awansowali          | 5.      |

### Taekwondo
Kobiety
| Zawodnik               | Konkurencja          | 1/8                | Ćwierćfinał      | Półfinał          | Repesaż 1        | Repesaż 2        | Finał            | Finał   |
| Zawodnik               | Konkurencja          | Przeciwnik Wynik   | Przeciwnik Wynik | Przeciwnik Wynik  | Przeciwnik Wynik | Przeciwnik Wynik | Przeciwnik Wynik | Pozycja |
| ---------------------- | -------------------- | ------------------ | ---------------- | ----------------- | ---------------- | ---------------- | ---------------- | ------- |
| Sumeyye Manz           | -49 kg               | Yang Shu-chun 3-10 | → Nie awansowała | → Nie awansowała  | → Nie awansowała | → Nie awansowała | → Nie awansowała | 11.     |
| Helena Fromm           |                      |                    |                  |                   |                  |                  |                  |         |
| Chu Hoàng D. Linh 13-1 | Hwang Kyung-seon 4-8 | → Nie awansowała   | Ruth Gbagbi 4-3  | Carmen Marton 8-2 | → Nie awansowała | brąz             |                  |         |

### Tenis stołowy
| Zawodnik                                    | Konkurencja           | Eliminacje       | Runda 1          | Runda 2                                          | Runda 3                                                        | 1/8 finału                                            | Ćwierćfinały                                                 | Półfinały                                     | Finał                                                        | Finał   |
| Zawodnik                                    | Konkurencja           | Przeciwnik Wynik | Przeciwnik Wynik | Przeciwnik Wynik                                 | Przeciwnik Wynik                                               | Przeciwnik Wynik                                      | Przeciwnik Wynik                                             | Przeciwnik Wynik                              | Przeciwnik Wynik                                             | Pozycja |
| ------------------------------------------- | --------------------- | ---------------- | ---------------- | ------------------------------------------------ | -------------------------------------------------------------- | ----------------------------------------------------- | ------------------------------------------------------------ | --------------------------------------------- | ------------------------------------------------------------ | ------- |
| Timo Boll                                   | gra pojedyncza (m)    |                  |                  |                                                  | Noshad Alamian 4-0 (11:8, 11:5, 12:10, 12:10)                  | Adrian Crișan 1-4 (9:11, 11:8, 13:15, 10:12, 6;11)    | → Nie awansował                                              | → Nie awansował                               | → Nie awansował                                              | 9.      |
| Dimitrij Ovtcharov                          | gra pojedyncza (m)    |                  |                  |                                                  | Paul Drinkhall 4-0 (11:8, 11:5, 11:9, 11:4)                    | Chen Weixing 4-0 (11:8, 16:14, 11:8, 11:5)            | Michael Maze 4-3 (11:8, 12:10, 1:11, 9:11, 9:11, 11:6, 11:9) | Zhang Jike 1-4 (8:11, 3:11, 11:5, 9:11, 9:11) | Chuang Chih-yuan 4-2 (12:10, 9:11, 8:11, 13:11, 11:5, 14:12) | brąz    |
| Wu Jiaduo                                   | gra pojedyncza (k)    |                  |                  |                                                  | Iveta Vacenovská 4-2 (11:9, 15:13, 8:11, 11:8, 9:11, 11:5)     | Feng Tianwei 2-4 (6:11, 11:7, 5:11, 11:9, 6:11, 6:11) | → Nie awansowała                                             | → Nie awansowała                              | → Nie awansowała                                             | 9.      |
| Kristin Silbereisen                         | gra pojedyncza (k)    |                  |                  | Joanna Parker 4-2 (11:6, 11:7, 7:11, 11:2, 11:4) | Wiktoria Pawłowicz 4-2 (10:12, 11:13, 11:9, 13:11, 4:11, 7:11) | → Nie awansowała                                      | → Nie awansowała                                             | → Nie awansowała                              | → Nie awansowała                                             | 17.     |
| Wu Jiaduo Irene Ivancan Kristin Silbereisen | turniej drużynowy (k) |                  |                  |                                                  |                                                                | Australia · 3-0                                       | Japonia · 0-3                                                | → Nie awansowały                              | → Nie awansowały                                             | 5.      |
| Timo Boll Dimitrij Ovtcharov Bastian Steger | turniej drużynowy (m) |                  |                  |                                                  |                                                                | Szwecja · 3-1                                         | Austria · 3-0                                                | Chiny · 1-3                                   | Hongkong · 3-1                                               | brąz    |

### Tenis ziemny
Kobiety
| Zawodnik                         | Konkurencja | 1/32                                 | 1/16                                      | 1/8                                           | Ćwierćfinały                | Półfinały        | Finał            | Finał          |
| Zawodnik                         | Konkurencja | Przeciwnik Wynik                     | Przeciwnik Wynik                          | Przeciwnik Wynik                              | Przeciwnik Wynik            | Przeciwnik Wynik | Przeciwnik Wynik | Pozycja        |
| -------------------------------- | ----------- | ------------------------------------ | ----------------------------------------- | --------------------------------------------- | --------------------------- | ---------------- | ---------------- | -------------- |
| Angelique Kerber                 | singel      | Petra Cetkovská 6:3, 3:0 krecz       | Tímea Babos 6:1, 6:1                      | Venus Williams 7:6(5), 7:6(5)                 | Wiktoryja Azaranka 4:6, 5:7 | → Nie awansowała | → Nie awansowała | Miejsca 5-8.   |
| Mona Barthel                     | singel      | Urszula Radwańska 4:6, 3:6           | → Nie awansowała                          | → Nie awansowała                              | → Nie awansowała            | → Nie awansowała | → Nie awansowała | Miejsca 33-64. |
| Sabine Lisicki                   | singel      | Uns Dżabir 4:6, 6:0, 7:5             | Jarosława Szwiedowa 4:6, 6:3, 7:5         | Marija Szarapowa 7:6(8), 4:6, 3:6             | → Nie awansowała            | → Nie awansowała | → Nie awansowała | Miejsca 9-16.  |
| Julia Görges                     | singel      | Agnieszka Radwańska 7:5, 6:7(5), 6:4 | Varvara Lepchenko 6:3, 7:5                | Marija Kirilenko 6:7(5), 3:6                  | → Nie awansowała            | → Nie awansowała | → Nie awansowała | Miejsca 9-16.  |
| Angelique Kerber Sabine Lisicki  | debel       |                                      | Laura Robson Heather Watson 1:6, 6:4, 6:3 | Serena Williams Venus Williams 2:6, 5:7       | → Nie awansowały            | → Nie awansowały | → Nie awansowały | Miejsca 9-16.  |
| Julia Görges Anna-Lena Grönefeld | debel       |                                      | Elena Baltacha Anne Keothavong 6:3, 6:1   | Jekatierina Makarowa Jelena Wiesnina 2:6, 1:6 | → Nie awansowały            | → Nie awansowały | → Nie awansowały | Miejsca 9-16.  |

Mężczyźni
| Zawodnik                           | Konkurencja | 1/32                    | 1/16                                      | 1/8              | Ćwierćfinały     | Półfinały        | Finał            | Finał          |
| Zawodnik                           | Konkurencja | Przeciwnik Wynik        | Przeciwnik Wynik                          | Przeciwnik Wynik | Przeciwnik Wynik | Przeciwnik Wynik | Przeciwnik Wynik | Pozycja        |
| ---------------------------------- | ----------- | ----------------------- | ----------------------------------------- | ---------------- | ---------------- | ---------------- | ---------------- | -------------- |
| Philipp Petzschner                 | singel      | Lukáš Lacko 7:6(5), 6:1 | Janko Tipsarević 6:3, 3:6, 4:6            | → Nie awansował  | → Nie awansował  | → Nie awansował  | → Nie awansował  | Miejsca 17-32. |
| Philipp Petzschner Christopher Kas | debel       |                         | Nikołaj Dawydienko Michaił Jużny 5:7, 5:7 | → Nie awansowali | → Nie awansowali | → Nie awansowali | → Nie awansowali | Miejsca 17-32. |

Gra mieszana
| Zawodnicy                           | Konkurencja | 1/32             | 1/16             | 1/8                                         | Ćwierćfinał                                       | Półfinał                                   | Finał                                  | Finał         |
| Zawodnicy                           | Konkurencja | Przeciwnik Wynik | Przeciwnik Wynik | Przeciwnik Wynik                            | Przeciwnik Wynik                                  | Przeciwnik Wynik                           | Przeciwnik Wynik                       | Pozycja       |
| ----------------------------------- | ----------- | ---------------- | ---------------- | ------------------------------------------- | ------------------------------------------------- | ------------------------------------------ | -------------------------------------- | ------------- |
| Sabine Lisicki Christopher Kas      | mikst       |                  |                  | Liezel Huber Bob Bryan 7:6(5), 6:7(5), 10-5 | Roberta Vinci Daniele Bracciali 4:6, 7:6(2), 10-7 | Laura Robson Andy Murray 1:6, 7:6(7), 7-10 | Lisa Raymond Mike Bryan 3:6, 6:4, 4-10 | Miejsce 4.    |
| Angelique Kerber Philipp Petzschner | mikst       |                  |                  | Wiktoryja Azaranka Maks Mirny 2:6, 2:6      | → Nie awansowali                                  | → Nie awansowali                           | → Nie awansowali                       | Miejsca 9-16. |

### Triathlon
| Zawodnik       | Konkurencja | Pływanie (1,5 km) | Zmiana 1 | Jazda na rowerze (40 km) | Zmiana 2 | Bieg (10 km) | Czas    | Pozycja |
| -------------- | ----------- | ----------------- | -------- | ------------------------ | -------- | ------------ | ------- | ------- |
| Jan Frodeno    | mężczyźni   | 17:20             | 0:46     | 58:46                    | 0:28     | 30:06        | 1:47;26 | 6.      |
| Steffen Justus | mężczyźni   | 18:07             | 0:42     | 59:36                    | 0:31     | 30:16        | 1:49:12 | 16.     |
| Maik Petzold   | mężczyźni   | 17:23             | 0:42     | 58:47                    | 0:31     | 33:00        | 1:50:23 | 31.     |
| Anne Haug      | kobiety     | 19:44             | 0:42     | 1:06:59                  | 0:28     | 33:42        | 2:01:35 | 11.     |
| Anja Dittmer   | kobiety     | 19:25             | 0:44     | 1:05:27                  | 0:30     | 35:32        | 2:01:38 | 12.     |
| Svenja Bazlen  | kobiety     | 19:28             | 0:40     | 1:05:29                  | 0:33     | 38:01        | 2:04:11 | 32.     |

### Wioślarstwo
Mężczyźni
| Zawodnik | Konkurencja | Eliminacje | Eliminacje | Repesaż | Repesaż | Ćwierćfinały | Ćwierćfinały | Półfinały C/D | Półfinały C/D | Półfinały A/B | Półfinały A/B | Finał C/D | Finał C/D | Finał A/B | Finał A/B | Miejsce |
| Zawodnik | Konkurencja | Czas       | M.         | Czas    | M.      | Czas         | M.           | Czas          | M.            | Czas          | M.            | Czas      | M.        | Czas      | M.        | Miejsce |
| --- | ----------- | ---------- | ---------- | ------- | ------- | ------------ | ------------ | ------------- | ------------- | ------------- | ------------- | --------- | --------- | --------- | --------- | ------- |
| Marcel Hacker | M1x         | 6:43,80    | 1.         |         |         | 6:54,18      | 2.           |               |               | 7:22,07       | 3.            |           |           | 7:10,21   | 6.        | 6.      |
| Eric Knittel Stephan Krüger | M2x         | 6:17,74    | 1.         |         |         |              |              |               |               | 6:22,54       | 4.            |           |           | 6:23,36   | 3.        | 9.      |
| Anton Braun Felix Drahotta | M2-         | 6:30,42    | 4.         | 6:22,76 | 1.      |              |              |               |               | 7:02,16       | 5.            |           |           | 6:49,93   | 1.        | 7.      |
| Linus Lichtschlag Lars Hartig | LM2x        | 6:49,44    | 2.         |         |         |              |              |               |               | 6:37,44       | 3.            |           |           | 6:49,07   | 6.        | 6.      |
| Karl Schulze Philipp Wende Lauritz Schoof Tim Grohmann                                                                                    | M4x         | 5:39,69    | 1.         |         |         |              |              |               |               | 6:05,85       | 1.            |           |           | 5:42,48   | 1.        | złoto   |
| Gregor Hauffe Urs Käufer Sebastian Schmidt Toni Seifert                                                                                   | M4-         | 5:49,84    | 2.         |         |         |              |              |               |               | 6:04,61       | 3.            |           |           | 6:16,37   | 6.        | 6.      |
| Bastian Seibt Lars Wichert Jochen Kühner Martin Kühner                                                                                    | LM4-        | 5:52,05    | 3.         |         |         |              |              |               |               | 6:02,10       | 4.            |           |           | 6:10,07   | 3.        | 9.      |
| Filip Adamski Andreas Kuffner Eric Johannesen Maximilian Reinelt Richard Schmidt Lukas Müller Florian Mennigen Kristof Wilke Martin Sauer | M8+         | 5:25,52    | 1.         |         |         |              |              |               |               |               |               |           |           | 5:48,75   | 1.        | złoto   |

Kobiety
| Zawodnik | Konkurencja | Eliminacje | Eliminacje | Repesaż | Repesaż | Ćwierćfinały | Ćwierćfinały | Półfinały C/D | Półfinały C/D | Półfinały A/B | Półfinały A/B | Finał C/D | Finał C/D | Finał A/B | Finał A/B | Miejsce |
| Zawodnik | Konkurencja | Czas       | M.         | Czas    | M.      | Czas         | M.           | Czas          | M.            | Czas          | M.            | Czas      | M.        | Czas      | M.        | Miejsce |
| --- | ----------- | ---------- | ---------- | ------- | ------- | ------------ | ------------ | ------------- | ------------- | ------------- | ------------- | --------- | --------- | --------- | --------- | ------- |
| Marie Louise Dräger | W1x         | 7:44,23    | 3.         |         |         | 7:52,17      | 3.           |               |               | 8:01,05       | 6.            | 8:11,71   | 5.        |           |           | 11.     |
| Kerstin Hartmann Marlene Sinnig | W2-         | 7:10,28    | 4.         | 7:10,42 | 2.      |              |              |               |               |               |               |           |           | 7:42,06   |           | 6.      |
| Tina Manker Stephanie Schiller | W2x         | 7:08,36    | 4.         | 7:18,37 | 4.      |              |              |               |               |               |               |           |           | 7:33,32   | 3.        | 9.      |
| Lena Müller Anja Noske | LW2x        | 7:19,24    | 2.         |         |         |              |              |               |               | 7:10,16       | 3.            |           |           | 7:22,18   | 6.        | 6.      |
| Annekatrin Thiele Carina Bär Julia Richter Britta Oppelt                                                                                   | W4x         | 6:13,62    | 1.         |         |         |              |              |               |               |               |               |           |           | 6:38,09   | 2.        | srebro  |
| Ronja Schütte Julia Lepke Daniela Schultze Katrin Thiem Ulrike Sennewald Nadja Drygalla Kathrin Marchand Constanze Siering Laura Schwensen | W8+         | 6:34,32    | 4.         | 6:27,69 | 5.      |              |              |               |               |               |               |           |           |           |           | 7.      |

### Zapasy
Mężczyźni – styl klasyczny
| Zawodnik      | Konkurencja | Kwalifikacje     | 1/8               | Ćwierćfinał      | Półfinał         | Repesaż 1         | Repesaż 2             | Finał            | Finał   |
| Zawodnik      | Konkurencja | Przeciwnik Wynik | Przeciwnik Wynik  | Przeciwnik Wynik | Przeciwnik Wynik | Przeciwnik Wynik  | Przeciwnik Wynik      | Przeciwnik Wynik | Pozycja |
| ------------- | ----------- | ---------------- | ----------------- | ---------------- | ---------------- | ----------------- | --------------------- | ---------------- | ------- |
| Frank Stäbler | -66 kg      |                  | Tamás Lőrincz 1-3 | → Nie awansował  | → Nie awansował  | Justin Lester 3-0 | Manuczar Cchadaia 1-3 | → Nie awansował  | 5.      |

Mężczyźni – styl wolny
| Zawodnik       | Konkurencja | Kwalifikacje     | 1/8                | Ćwierćfinał      | Półfinał         | Repesaż 1          | Repesaż 2           | Finał            | Finał   |
| Zawodnik       | Konkurencja | Przeciwnik Wynik | Przeciwnik Wynik   | Przeciwnik Wynik | Przeciwnik Wynik | Przeciwnik Wynik   | Przeciwnik Wynik    | Przeciwnik Wynik | Pozycja |
| -------------- | ----------- | ---------------- | ------------------ | ---------------- | ---------------- | ------------------ | ------------------- | ---------------- | ------- |
| Tim Schleicher | -60 kg      |                  | Toğrul Əsgərov 1-9 | → Nie awansował  | → Nie awansował  |                    | Ken’ichi Yumoto 2-9 | → Nie awansował  | 10.     |
| Nick Matuhin   | -120 kg     |                  | Artur Taymazov 0-6 | → Nie awansował  | → Nie awansował  | Komejl Ghasemi 0-2 | → Nie awansował     | → Nie awansował  | 17.     |

Kobiety – styl wolny
| Zawodnik             | Konkurencja | Kwalifikacje     | 1/8                | Ćwierćfinał      | Półfinał         | Repesaż 1        | Repesaż 2        | Finał            | Finał   |
| Zawodnik             | Konkurencja | Przeciwnik Wynik | Przeciwnik Wynik   | Przeciwnik Wynik | Przeciwnik Wynik | Przeciwnik Wynik | Przeciwnik Wynik | Przeciwnik Wynik | Pozycja |
| -------------------- | ----------- | ---------------- | ------------------ | ---------------- | ---------------- | ---------------- | ---------------- | ---------------- | ------- |
| Alexandra Engelhardt | -48 kg      |                  | Mayelis Caripá 1-4 | → Nie awansowała | → Nie awansowała | → Nie awansowała | → Nie awansowała | → Nie awansowała | 11.     |

### Żeglarstwo
Kobiety
| Zawodnik                             | Konkurencja  | Wyścig | Wyścig | Wyścig | Wyścig | Wyścig | Wyścig | Wyścig | Wyścig | Wyścig | Wyścig | Wyścig | Punkty | Finałowa pozycja |
| Zawodnik                             | Konkurencja  | 1      | 2      | 3      | 4      | 5      | 6      | 7      | 8      | 9      | 10     | M*     | Punkty | Finałowa pozycja |
| ------------------------------------ | ------------ | ------ | ------ | ------ | ------ | ------ | ------ | ------ | ------ | ------ | ------ | ------ | ------ | ---------------- |
| Moana Delle                          | RS:X         | 4      | 5      | 2      | 5      | 9      | 5      | 4      | 9      | 3      | 2      | 12     | 51     | 5.               |
| Franziska Goltz                      | Laser Radial | 26     | 20     | 26     | 24     | 18     | 42     | 28     | 15     | 42     | 21     |        | 220    | 26.              |
| Kathrin Kadelbach Friederike Belcher | 470          | 19     | 2      | 7      | 13     | 15     | 5      | 6      | 5      | 14     | 11     | 6      | 84     | 8.               |

Mężczyźni
| Zawodnik                        | Konkurencja | Wyścig | Wyścig | Wyścig | Wyścig | Wyścig | Wyścig | Wyścig | Wyścig | Wyścig | Wyścig | Wyścig | Punkty | Finałowa pozycja |
| Zawodnik                        | Konkurencja | 1      | 2      | 3      | 4      | 5      | 6      | 7      | 8      | 9      | 10     | M*     | Punkty | Finałowa pozycja |
| ------------------------------- | ----------- | ------ | ------ | ------ | ------ | ------ | ------ | ------ | ------ | ------ | ------ | ------ | ------ | ---------------- |
| Toni Wilhelm                    | RS:X        | 3      | 3      | 4      | 9      | 2      | 5      | 6      | 1      | 15     | 13     | 18     | 64     | 4.               |
| Simon Grotelüschen              | Laser       | 14     | 12     | 19     | 3      | 7      | 8      | 19     | 4      | 13     | 10     | 2      | 92     | 6.               |
| Robert Stanjek Frithjof Kleen   | Star        | 6      | 9      | 8      | 7      | 4      | 6      | 17     | 11     | 9      | 4      | 6      | 70     | 6.               |
| Ferdinand Gerz Patrick Follmann | 470         | 13     | 17     | 13     | 16     | 9      | 10     | 11     | 14     | 9      | 10     |        | 105    | 14.              |

Open
| Zawodnik                          | Konkurencja | Wyścig | Wyścig | Wyścig | Wyścig | Wyścig | Wyścig | Wyścig | Wyścig | Wyścig | Wyścig | Wyścig | Wyścig | Wyścig | Wyścig | Wyścig | Wyścig | Punkty | Finałowa pozycja |
| Zawodnik                          | Konkurencja | 1      | 2      | 3      | 4      | 5      | 6      | 7      | 8      | 9      | 10     | 11     | 12     | 13     | 14     | 15     | M*     | Punkty | Finałowa pozycja |
| --------------------------------- | ----------- | ------ | ------ | ------ | ------ | ------ | ------ | ------ | ------ | ------ | ------ | ------ | ------ | ------ | ------ | ------ | ------ | ------ | ---------------- |
| Tobias Schadewaldt Hannes Baumann | 49er        | 17     | 5      | 20     | 19     | 15     | 9      | 7      | 14     | 3      | 1      | 10     | 9      | 12     | 13     | 8      |        | 142    | 11.              |

M' = Wyścig medalowy